# Беспилотный летательный аппарат

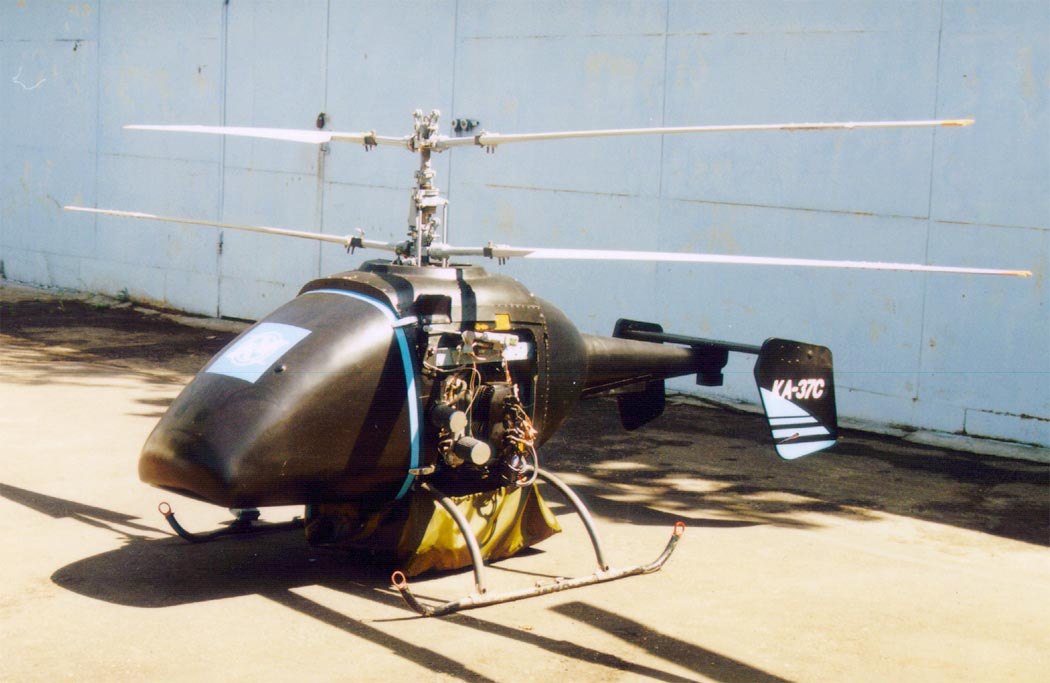
Ка-37

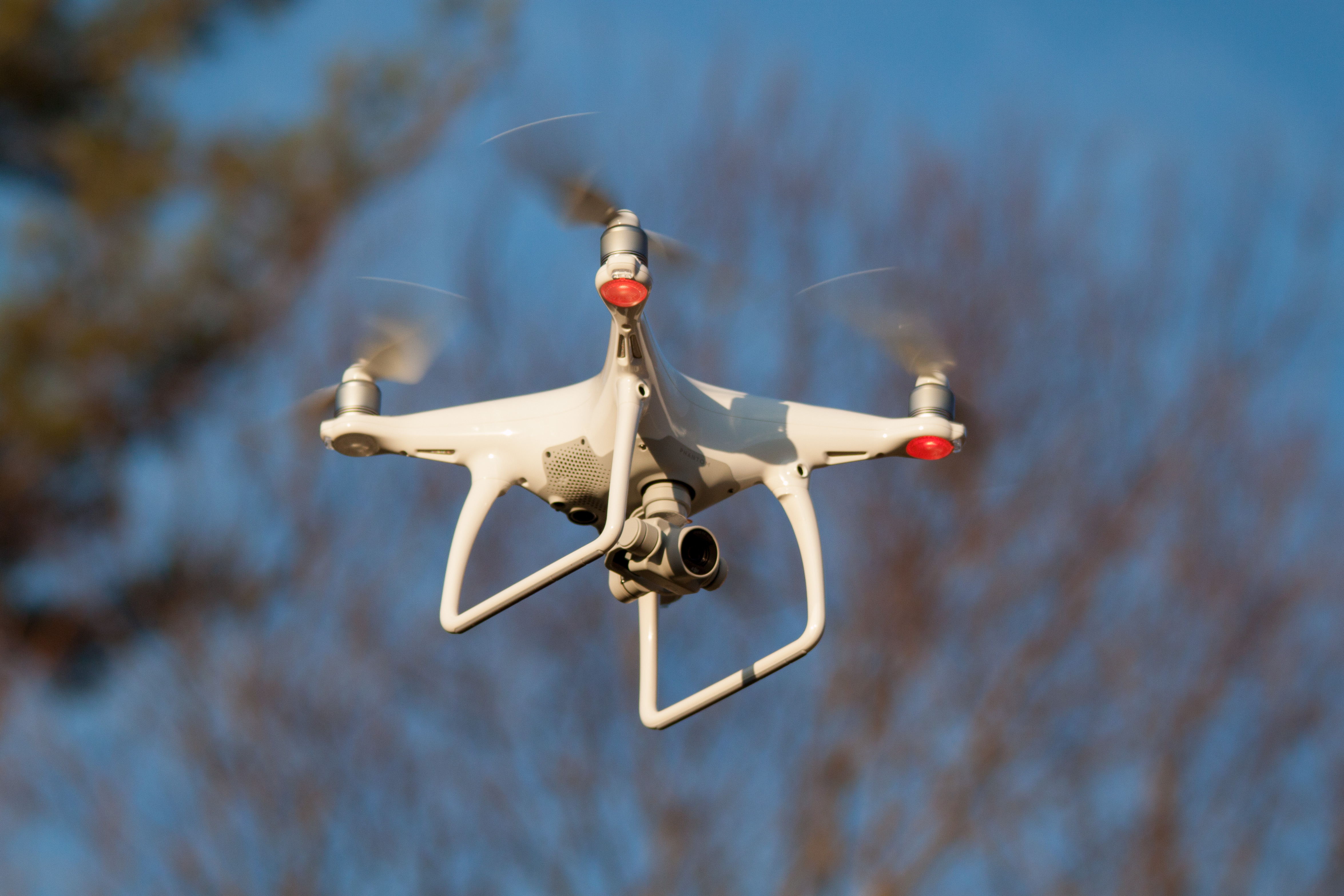
DJI Phantom 4 — гражданский БПЛА-мультикоптер компании DJI (Китай)

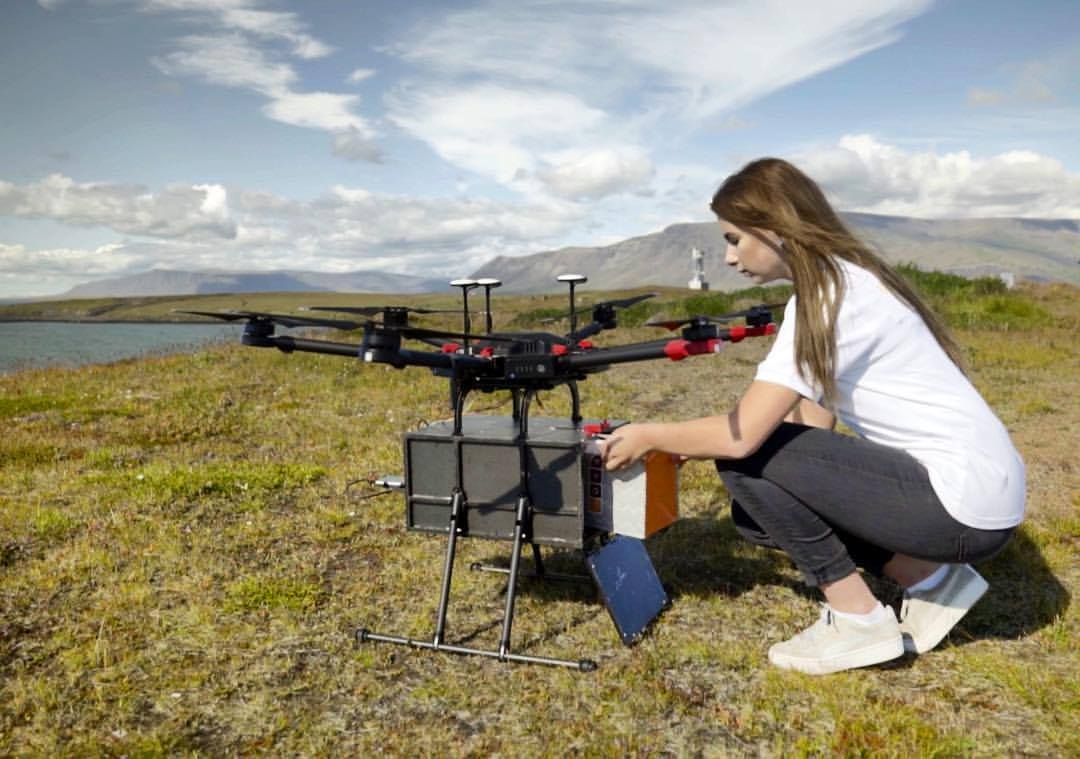
Беспилотная авиапочта в Рейкьявике

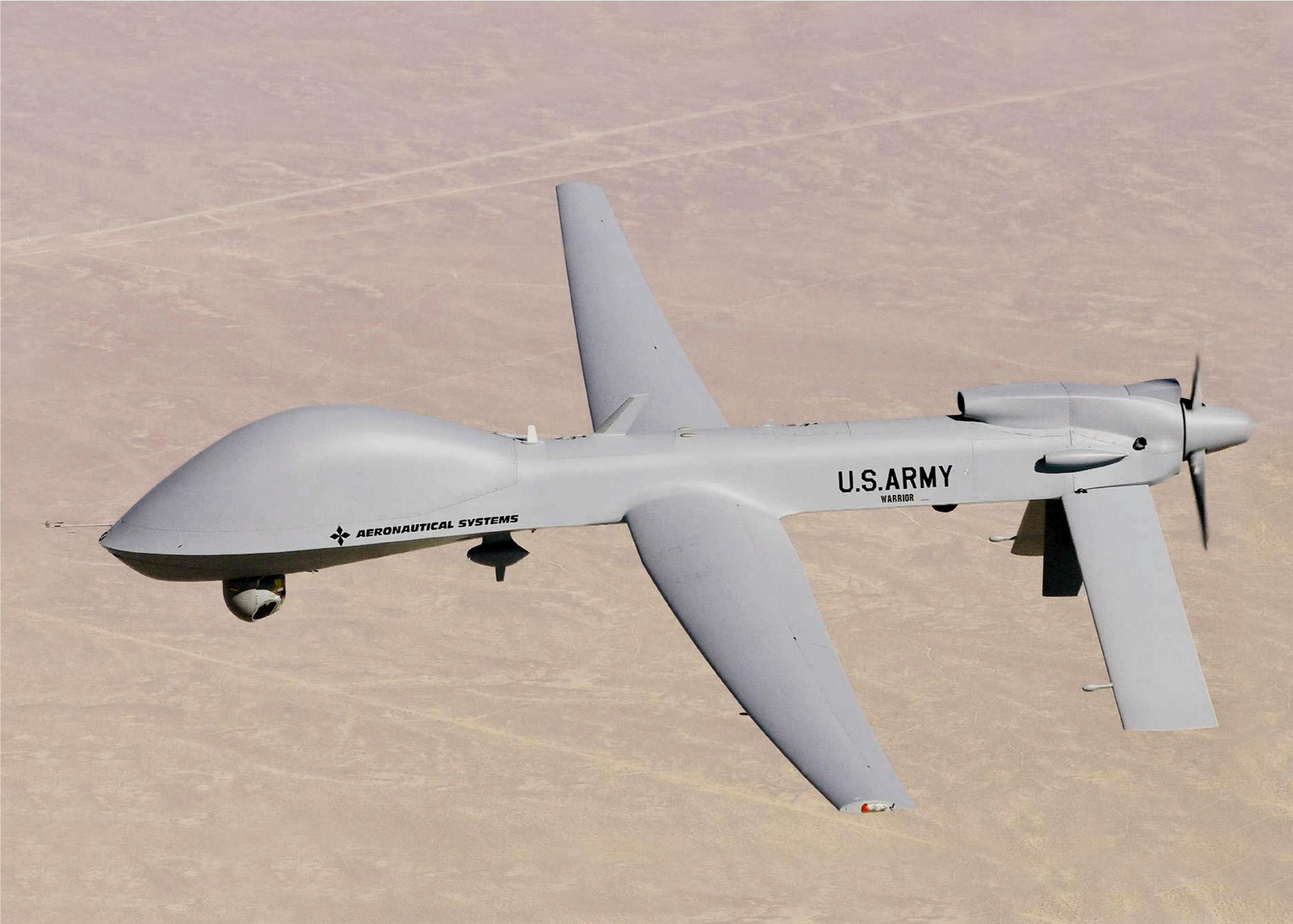
MQ-1 Predator

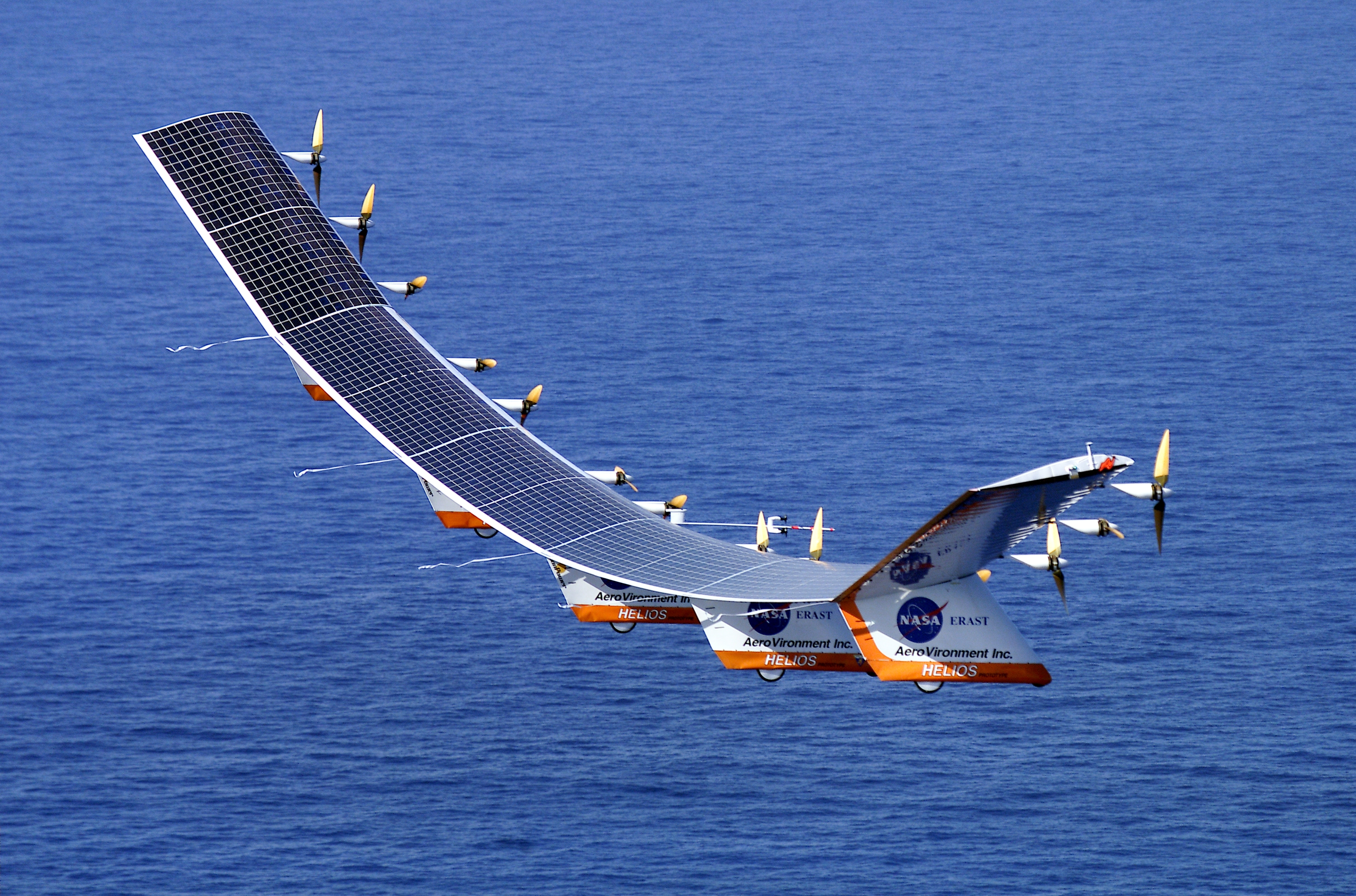
беспилотник NASA Helios на солнечных батареях

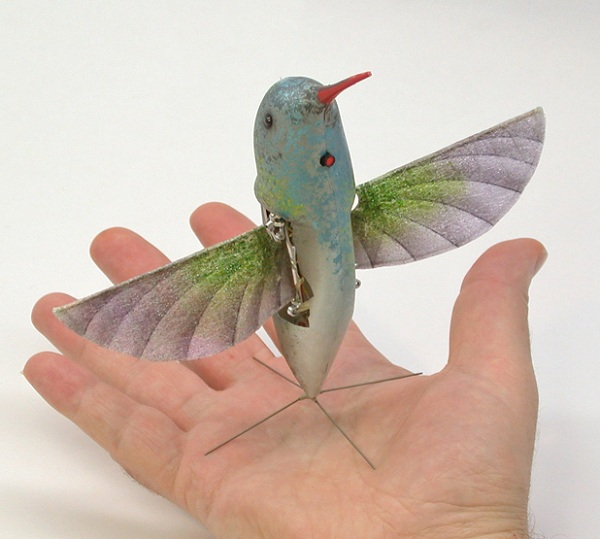
американский дрон для разведки имитирующий колибри

Беспилотный летательный аппарат (БПЛА, БЛА, в разговорной речи также беспилотник или дрон от англ. drone «трутень») — летательный аппарат без экипажа на его борту, который предназначен для управляемых или неуправляемых полетов. В русском языке как государственном слово беспилотный используется для обозначения аппаратов действующих автоматически или управляемых дистанционно. Слово беспилотный вошло в русский литературный язык в 70-е годы XX века для обозначения не имеющих пилотов космических аппаратов управляемых автоматически по командам с Земли. Либо для обозначения полетов аппаратов имеющих места пилотов, но выполняющих полет в автоматическом режиме.
БПЛА могут обладать разной степенью автономности от управляемых дистанционно до полностью автоматических, а также различаются по конструкции, назначению и другим параметрам. Управление БПЛА может осуществляться эпизодической подачей команд или непрерывно (в том числе в режиме «вида от первого лица»), в последнем случае БПЛА называют дистанционно-пилотируемым летательным аппаратом (ДПЛА).

## Определение
Согласно Воздушному кодексу Российской Федерации, беспилотное воздушное судно (БПЛА) определяется как «воздушное судно, управляемое, контролируемое в полете пилотом, находящимся вне борта такого воздушного судна (внешний пилот)». Министерство обороны США использует схожее определение, где единственным признаком БПЛА является отсутствие пилота.
Международная организация гражданской авиации (ИКАО) разделяет радиоуправляемые модели и БПЛА, указывая, что первые предназначены прежде всего для развлечения и должны регулироваться местными — а не международными правилами использования воздушного пространства.
Наряду с понятием БПЛА применяют более широкое понятие Авиационная система с БПЛА (на практике широко распространён неудачный перевод на русский язык термина Unmanned Aircraft System — UAS как Беспилотная авиационная система — БАС). Такая система включает:
- собственно БПЛА,
- наземный пункт управления (пульт оператора БПЛА),
- систему связи с БПЛА (командная радиолиния),
- дополнительное оборудование, необходимое для перевозки или обеспечения полётов (обслуживания) БПЛА.

## Конструкция

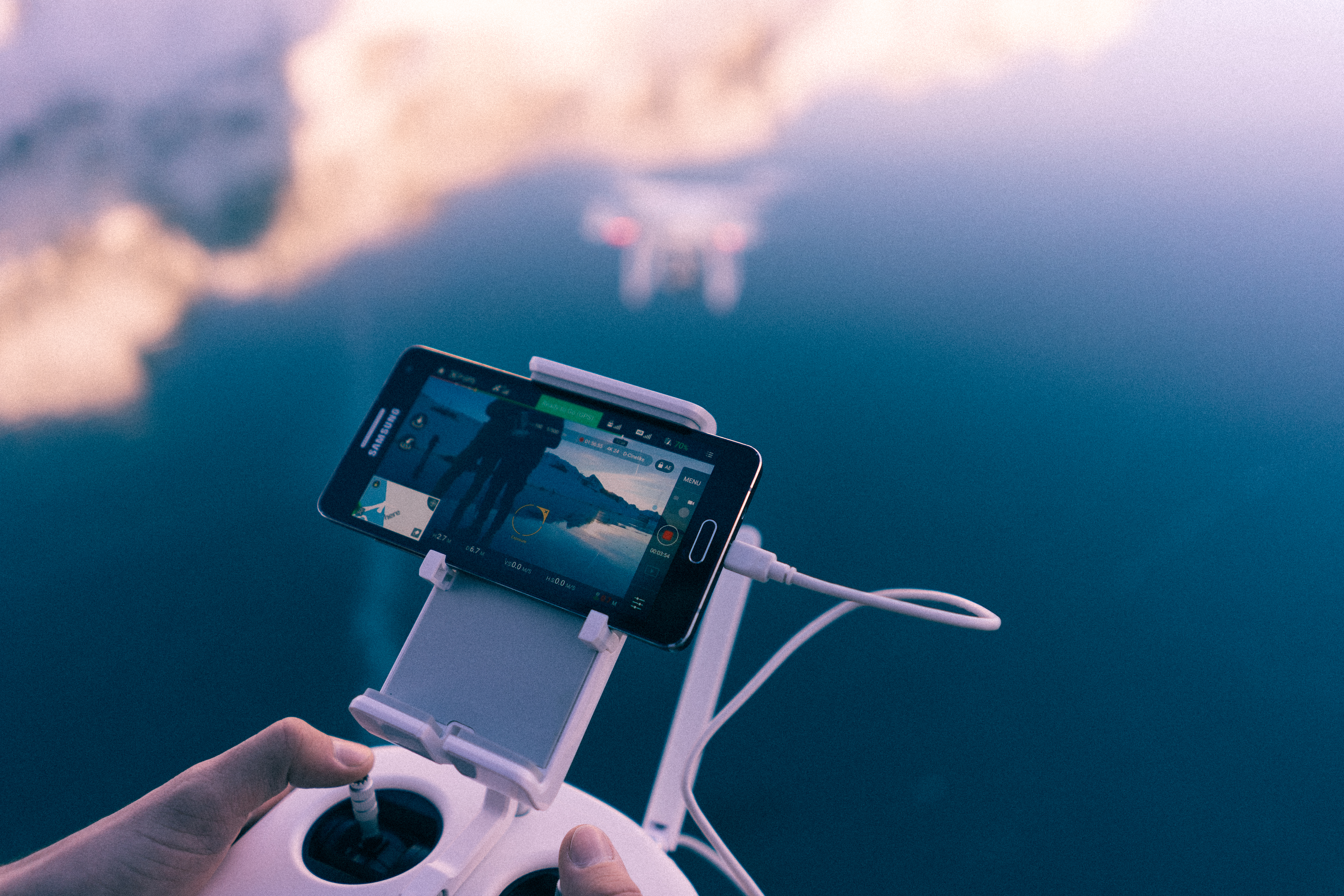
Пульт дистанционного управления квадрокоптером с выведением служебной информации и изображения с камеры на экран смартфона

Отсутствие пилота на борту снимает с БПЛА ряд ограничений, характерных для пилотируемой авиации, что может сильно отразиться на их конструкции, а также на траектории и динамике полета:
- Беспилотный летательный аппарат можно выполнить сколь угодно малых размеров, в то время как пилотируемый невозможно сделать меньше габаритов человека.
- БПЛА не имеет физиологических ограничений на перегрузки при выполнении манёвров, что также может отражаться на конструкции.
- Для БПЛА могут быть снижены требования к надёжности, так как это не влечёт прямой угрозы жизни человека.
- Время полёта беспилотных аппаратов не ограничено ресурсом систем жизнеобеспечения лётчика. В настоящее время вполне реальны проекты беспосадочных БПЛА, вырабатывающих ресурс в течение одного полёта, который может продолжаться до нескольких лет.

### Фюзеляж
Фюзеляж крупных БПЛА в основном идентичен пилотируемому самолёту или вертолёту, за исключением отсутствия кабины.

### Система питания и двигатели
В небольших БПЛА могут использоваться литий-полимерные аккумуляторы, солнечные батареи, водородные топливные элементы и т. д., для большего запаса хода — двигатели внутреннего сгорания или воздушно-реактивные.

### Система связи и бортовая аппаратура управления
В качестве бортовой аппаратуры управления, как правило, используются специализированные вычислители на базе цифровых сигнальных процессоров или компьютеры формата PC/104, MicroPC под управлением операционных систем реального времени (QNX, VME, VxWorks, XOberon). Программное обеспечение пишется обычно на языках высокого уровня, таких как Си, Си++, Модула-2, Оберон SA или Ада95.
Для передачи на пункт управления данных, полученных с бортовых сенсоров, в составе БПЛА имеется радиопередатчик, обеспечивающий радиосвязь с наземным приёмным оборудованием. В зависимости от формата изображений и степени их сжатия пропускная способность цифровых радиолиний передачи данных с борта БПЛА может составлять единицы-сотни Мбит/с.
Оптоволокно
Во время боевых действий на Украине получило распространение управление по оптоволокну. В этом случае управляющий сигнал передается не по радио, а по сверхтонкому оптоволокну, что позволяет избежать воздействия помех и обеспечивает передачу изображения в высоком качестве (HD). Начиная с 2025 года, как российские, так и украинские войска переходят на управление фронтовыми дронами по оптоволокну (дальность ограничена 10-15 км.).

## Виды БПЛА
По типу летательного аппарата:
- самолёт (самолётного типа);
- вертолёт (вертолётного типа);
- автожир (автожирного типа);
- мультикоптер (мультикоптерного типа);
- и другие.

По типу управления:
- управляемые автоматически,
- управляемые оператором с пункта управления (ДПЛА),
- гибридные.

По максимальной взлётной массе:
Воздушный кодекс РФ требует обязательной постановки на учёт БПЛА взлётной массой от 0,15 до 30 кг через портал Госуслуги, а также обязательной регистрации БПЛА весом более 30 кг (для управления БПЛА весом более 30 кг необходимо также получить сертификат лётной годности и свидетельство внешнего пилота).
- Федеральное управление гражданской авиации США требует регистрации БПЛА массой более 0,55 фунта (250 г), а также устанавливает специальный порядок получения разрешений на использование БПЛА массой более 55 фунтов (25 кг)[17].

Министерство обороны США разделяет БПЛА на пять групп по оперативным параметрам:
| Группа | Масса, кг | Рабочая высота, м | Скорость (узлов) | Пример           |
| ------ | --------- | ----------------- | ---------------- | ---------------- |
| I      | 0-9       | < 360             | 45-50            | RQ-11 Raven      |
| II     | 9-25      | < 1050            | < 250            | ScanEagle        |
| III    | < 600     | < 5400            | < 250            | RQ-7 Shadow      |
| IV     | > 600     | < 5400            | любая            | MQ-1 Predator    |
| V      | > 600     | > 5400            | любая            | RQ-4 Global Hawk |

По назначению:
- разведывательные
- ударные (способные вести огонь по противнику самостоятельно)[19]
- мишени (например, Ла-17М, «Адъютант»[20][21][22])

## Применение
БПЛА применяются для решения широкого спектра задач (мониторинг, съёмка и картографирование местности в научных или иных целях, доставка почты и других грузов, оказание помощи в чрезвычайных ситуациях) в разных секторах экономики (сельском хозяйстве, строительстве, энергетике). БПЛА малой размерности используют для хобби и в качестве игрушек.
Существует группа БПЛА с целями деятельности, для противодействия которым необходимо их обнаружение.
БПЛА, используемые в военных целях, могут решать разведывательные задачи (скрытое видеонаблюдение за противником с воздуха, исторически это основное их предназначение), применяться для нанесения ударов по наземным и морским целям, перехвата воздушных целей, осуществлять постановку радиопомех, управление огнём и целеуказания, ретрансляции сообщений и данных, доставки грузов.
Основным преимуществом БПЛА является существенно меньшая стоимость их создания и эксплуатации (при условии сопоставимой эффективности выполнения поставленных задач): по экспертным оценкам боевые БПЛА верхнего диапазона сложности стоят от 5−6 млн долл., в то время как стоимость пилотируемого истребителя-бомбардировщика F-35 составляет около 100 миллионов долларов (плюс существенные затраты на обучение пилота). Важным фактором является то, что оператор боевого БПЛА не рискует своей жизнью, в отличие от пилота боевого самолёта. Недостатком БПЛА является уязвимость систем дистанционного управления, что особенно важно для БПЛА военного назначения.

### В мирных целях

#### Безопасность
- анализ дорожно-транспортных происшествий
- мониторинг крупных мероприятий
- выслеживание преступников
- поисково-спасательные операции
- обнаружение чрезвычайной ситуации

#### Научные исследования
- картографирование
- исследование местности по научным программам в области археологии, геологии, биологии и других наук
- Космические исследования

#### Экологический мониторинг
- борьба с браконьерами и незаконными рубками
- мониторинг состояния лесов, обнаружение пожаров
- мониторинг таяния ледников

#### Спортивные гонки дронов
- Проведение соревнований и массово-зрелищных мероприятий
- Разработка унифицированных программ обучения операторов БВС
- Создание школ пилотирования FPV-дронами для детей и взрослых

#### В экономике

##### Логистика и производство
- инвентаризации складских помещений[30]
- доставка грузов (беспилотная авиапочта)

##### Строительство
- планирование и мониторинг строительных работ
- определение границ участка
- контроль за безопасностью
- инспектирование строений

##### Сельское хозяйство
- распыление удобрений и средств защиты растений и почвы
- получение актуальной и точной информации о площади, рельефе, специфике грунта полей, состоянии растений и почв
- инвентаризация сельхозугодий
- оценка всхожести сельскохозяйственных культур
- прогнозирование урожайности сельскохозяйственных культур
- использование вместо собак при выпасе скота

##### Электроэнергетика
- обследование электростанций, линий электропередач и теплотрасс

##### Нефтегазовый сектор
- получение информации из труднодоступных мест
- обследования нефтяной инфраструктуры, утечек и нарушений
- определение районов аварий и их снижение
- обнаружение несанкционированных работ

### В военных целях
Также коммерческие БПЛА могут использоваться и вооружёнными силами.
БПЛА могут решать следующие задачи:

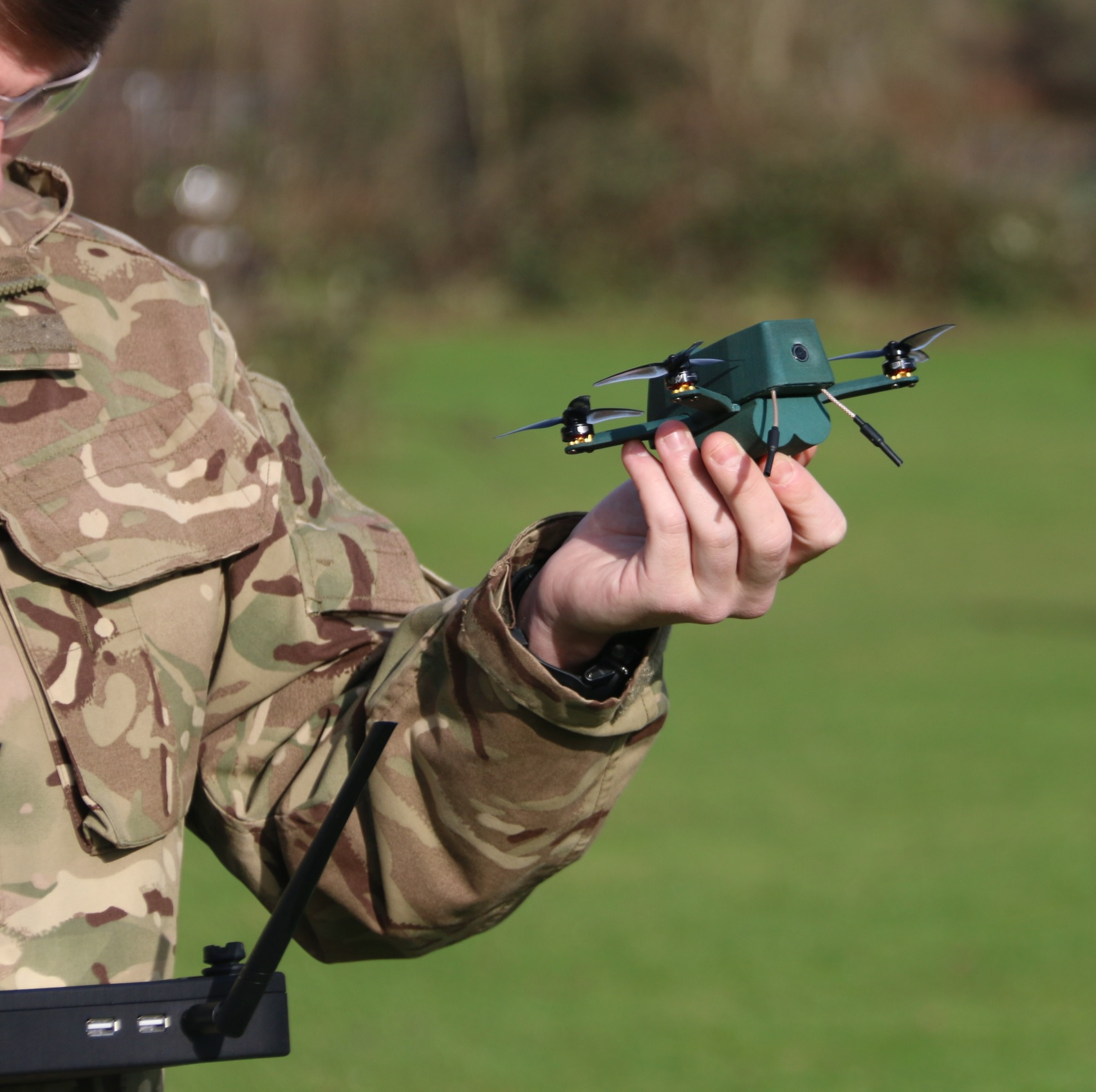
самый маленький беспилотник Black Hornet Nano

- авиаразведка (на сегодня это основное их предназначение);
- управление огнём и целеуказания;
- нанесение ударов по наземным и морским целям;
- перехват воздушных целей[каких?];
- постановка радиопомех;
- ретрансляция сообщений и данных;
- доставка грузов подразделениям.
- Минирование

### В террористических целях
Наряду с коммерческими и изготовленными кустарно БПЛА, некоторые модели гражданских беспилотников могут использоваться для нанесения ударов, в частности в террористических целях. К примеру, подобные нападения осуществлялись на нефтеперерабатывающие заводы в Саудовской Аравии и т. д.

## Применение в науке

### Космические исследования

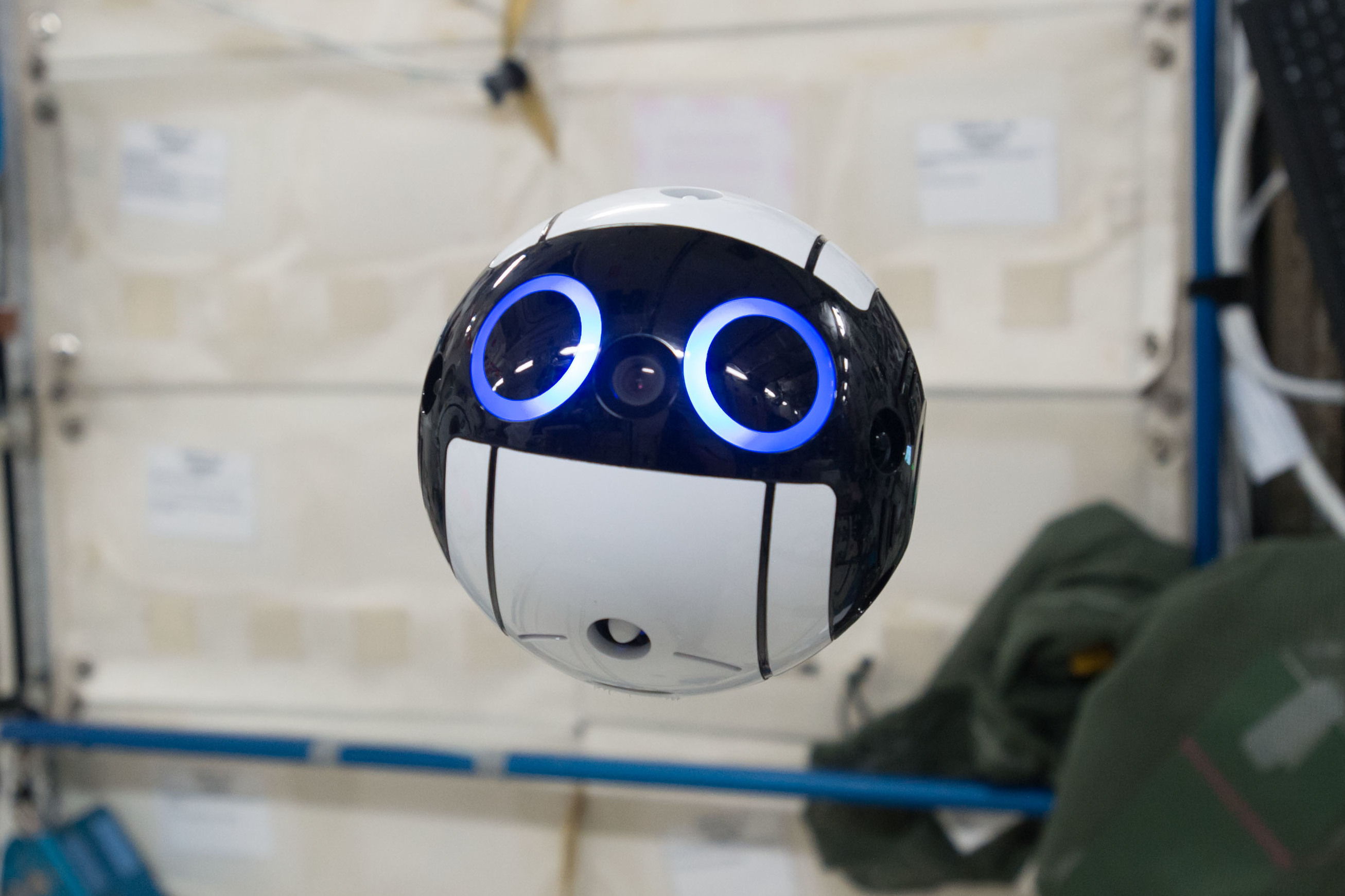
Int-Ball — японский космический БПЛА, работающий с 2017 года в японском модуле МКС «Кибо»

Беспилотные автономные летательные аппараты начинают находить применение и в исследованиях планет и их спутников, имеющих атмосферу. Так, в 2020 году в рамках космической программы НАСА «Марс-2020» на Марс был отправлен БПЛА в виде соосного вертолёта Ingenuity, а в 2026 году в рамках космической программы НАСА «Новые рубежи» планируется отправить на Титан БПЛА в виде октокоптера Dragonfly. Возможность применения БПЛА рассматривается и в рамках российской программы «Венера-Д».

## Гражданский рынок
Гражданские БПЛА начали набирать популярность в начале 2010-х годов. В 2010 году Федеральное управление гражданской авиации США (ФАА) ошибочно предполагало, что к 2020 году в мирных целях будут использоваться порядка 15 000 дронов. В прогнозе ФАА 2016 года эта оценка количества дронов к 2020 году была повышена до 550 000.
В прогнозе компании «Business Insider», выпущенном в 2014 году, рынок гражданских БПЛА в 2020 году оценивался в 1 миллиард долларов США, но уже два года спустя эта оценка была повышена до 12 миллиардов долларов.
По оценке NY Times, в 2016 году в США было продано 2,8 миллиона гражданских БПЛА на общую сумму 953 миллиона долларов. Мировой объём продаж составил 9,4 миллиона аппаратов суммарной стоимостью порядка 3 миллиардов долларов.
Компания PricewaterhouseCoopers оценила рынок БПЛА в 2020 году в 127 миллиардов долларов. По оценке PwC, большая часть (61 %) БПЛА будет использоваться в обслуживании инфраструктурных проектов и в сельском хозяйстве.
Одним из ключевых направлений, над которым работает большинство производителей БПЛА и компаний по доставке товаров по всему миру, является доставка дронами еды, медикаментов и других товаров.
В китайской провинции Хэйлунцзян дроны используются для тренировок амурских тигров — охотясь за летательными аппаратами, тигры поддерживают свою физическую форму.
Присутствует спортивное направление — гонки на дистанционно пилотируемых аппаратах (ДПЛА) или дрон-рейсинг. Как правило, в соревнованиях участвуют небольшие (до 25 см в поперечнике) квадрокоптеры, развивающие скорость до 150 км/ч. Управляя ДПЛА с помощью вида от первого лица, пилоты должны пройти трёхмерную трассу, образованную ландшафтом и искусственными препятствиями, на время или на скорость.
В Дубае на международном саммите «World Government Summit» в 2017 году была представленная первая модель беспилотного летающего такси. БПЛА, в котором может разместиться один пассажир, способен находиться в воздухе около получаса за один полёт. Он оборудован четырьмя «ногами», на каждой из них установлено по два пропеллера. При посадке пассажир указывает пункт назначения на сенсорном экране. Полёт такого такси проходит под наблюдением наземного диспетчерского центра.
С 2021 года беспилотники вертолётного типа используются Почтой России в Чукотском автономном округе.
В июне 2021 года компанией «EHang» в Японии был проведён впервые испытательный полёт беспилотного аэротакси. В феврале 2023 года был проведён первый в Японии полёт беспилотного аэротакси с пассажирами на борту.
В феврале 2024 года китайская компания AutoFlight впервые запустила междугороднее беспилотное аэротакси. Аэротакси Prosperity совершило перелёт между Шэньчжэнем и Чжухаем в зоне плотного контроля службы гражданской авиации Китая.
DJI, частная компания из КНР, работающая с 2006 года, имеющая филиалы в США, Германии, Нидерландах, Японии, в городах Пекин и Гонконг, является одним из лидеров разработки и производства компактных и малошумных дронов-камер, дронов для исследования территорий, применения в сельском хозяйстве, горном деле, поисково-спасательных операциях и других сферах деятельности человека, имеет концепцию «БПЛА, как смартфон».
Европейская комиссия прогнозирует, что к 2035 году, европейская индустрия дронов станет привлекать более 100 000 человек, а экономический потенциал этой индустрии составит более 10 миллиардов евро в год.

## Технические недостатки
Слабостью БПЛА и особенно ДПЛА является уязвимость каналов связи — сигналы GPS навигаторов, как и любые сигналы, принимаемые и отсылаемые летательным аппаратом, можно глушить, перехватывать и подменять. Для управления ДПЛА требуются каналы связи высокой пропускной способности, которые сложно организовать, особенно для загоризонтной (в том числе спутниковой) связи. Так, во время кампании США в Афганистане в распоряжении военных находились 6 «Предаторов» и 2 «Глобал Хоука», но одновременно в воздухе могли находиться не более двух БПЛА, а для экономии пропускной способности канала спутниковой связи пилоты были вынуждены отключать некоторые датчики и использовать видеопоток низкого качества.
В 2012 году учёными из Техасского университета в Остине была доказана практическая возможность взлома и перехвата управления БПЛА путём так называемого «GPS-спуфинга», но только для тех аппаратов, которые используют незашифрованный гражданский сигнал GPS.
Для сопротивления средствам радиоэлектронной борьбы (РЭБ) противника дрон должен обладать устойчивостью, сопоставимую с полноценными боевыми самолётами, что существенно повышает стоимость дрона и резко возрастает риск массового уничтожения дронов минимальными средствами. Дрон зачастую ещё более тихоходен, маломанёвренен и зависим от помех, чем крылатая ракета. Одним из примеров успешного боевого применения дронов является прицельный огонь самодельными устройствами на базе гражданских минидронов по танкам Абрамс при штурме Мосула. Однако средства противодействия, например радиоподавление канала управления, могли полностью отключить дроны любого технического уровня.
Серьёзной проблемой для оптико-электронных систем ударных БПЛА являются погодные условия. В случае низкой облачности ударным БПЛА приходится снижаться ниже границы облачности, тогда они попадают в зоны поражения ПЗРК и низковысотных ЗРК. Поэтому БПЛА наиболее эффективны в пустынных регионах Ближнего Востока, где обычно ясное небо и можно действовать с большой высоты (как отмечают эксперты Минобороны США, в ходе гражданской войны в Йемене у местных детей уже появилась пословица «если ясное небо — жди беспилотника»).
Двигатель БПЛА должен быть лёгким, экономичным и обладать большим запасом надёжности для обеспечения многочасового нахождения БПЛА в воздухе. Производителей таких двигателей в мире немного.

## История

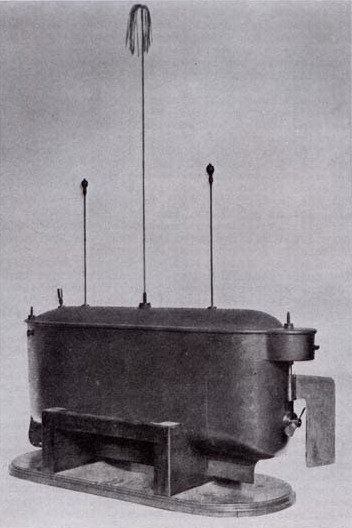
Радиоуправляемая лодка Теслы

Австрийская армия использовала беспилотные аэростаты с часовым механизмом для воздушной бомбардировки Венеции 22 августа 1849 года. Толчком к появлению дистанционно управляемых машин стало открытие электричества и изобретение радио. В 1892 году компания «Электрические торпеды Симса — Эдисона» представила управляемую по проводам противокорабельную торпеду. В 1897 году британец Эрнест Уилсон запатентовал систему для беспроводного управления дирижаблем, но сведений о постройке такого механизма нет.
В 1899 году на выставке в Мэдисон-Сквер-Гарден инженер и изобретатель Никола Тесла продемонстрировал миниатюрное радиоуправляемое судно. Несмотря на то что общественность в первую очередь заинтересовало военное применение его изобретения, сам Тесла указывал на потенциально гораздо более широкое применение дистанционного управления (названного изобретателем «телеавтоматикой»), например, в человекоподобных автоматонах.

### Первая мировая война
Во время Первой мировой войны страны-участницы активно экспериментировали с беспилотной авиацией. В ноябре 1914 года Военное министерство Германии поручило Комиссии по транспортным технологиям (нем. Verkehrstechnische Prüfungskommission) разработать систему дистанционного управления, которая могла бы устанавливаться как на корабли, так и на самолёты. Проект возглавил Макс Виен, профессор Йенского университета, а основным поставщиком технологий стала компания «Siemens & Halske». Менее чем за год испытаний Виену удалось разработать технологию, годную для практического применения на флоте, но «недостаточно надёжную в условиях радиоэлектронного противодействия», а также «недостаточно точную для авиационного бомбометания». «Siemens & Halske» продолжила авиационные эксперименты и в 1915—1918 годах произвела более 100 дистанционно управляемых по проводам планёров, которые запускались как с земли, так и с дирижаблей и могли нести торпедную или бомбовую нагрузку до 1000 килограмм. Позже наработки «Siemens & Halske» были применены компанией «Mannesmann-MULAG» в радиоуправляемом бомбардировщике проекта «Летучая мышь» (нем. Fledermaus). Этот многоразовый БПЛА имел радиус действия до 200 км и мог нести нагрузку до 150 кг. Управление полётом и сбросом бомб производилось с земли, и аппарат мог быть возвращён к точке старта, после чего должен был приземлиться с помощью парашюта.

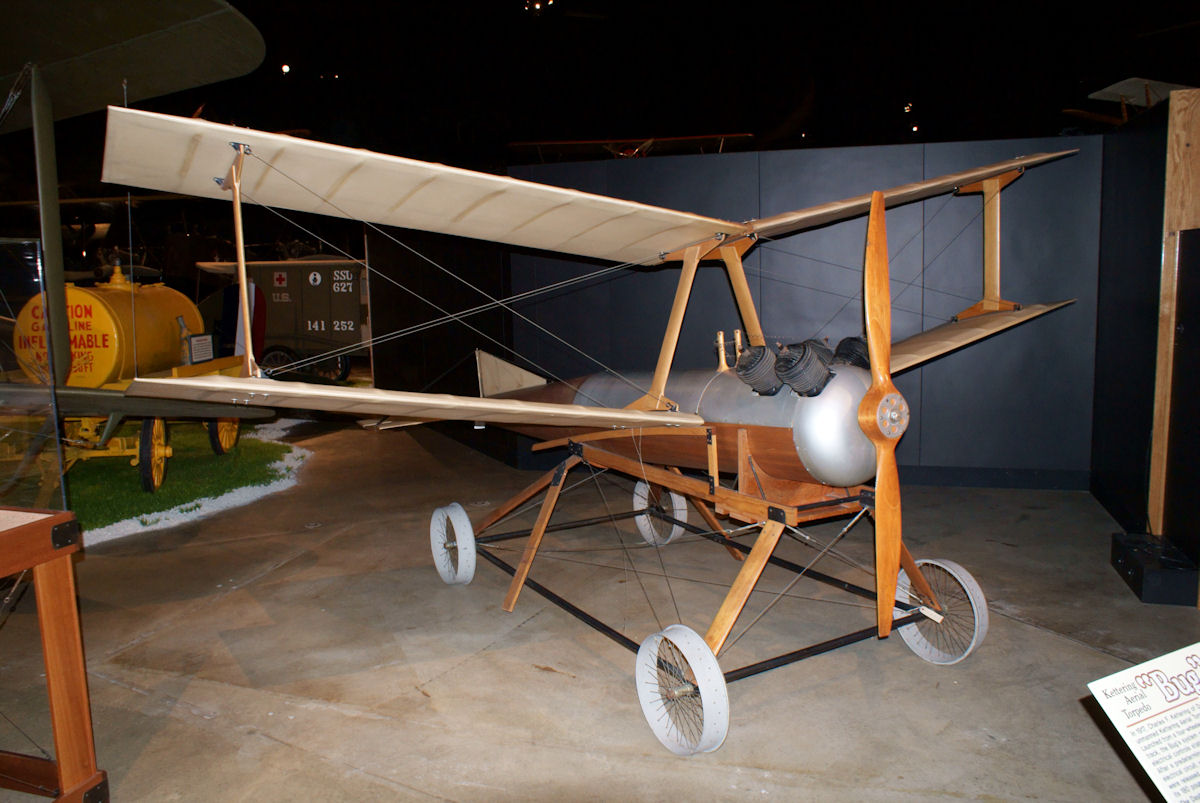
Полноразмерная реплика торпеды Кеттеринга в музее ВВС США

В 1916 году по заказу ВМФ США изобретатель гирокомпаса Элмер Сперри занялся разработкой «автоматического аэроплана Хьюитта-Сперри» — «летающей бомбы», несущей до 450 кг взрывчатки. Одновременно по заказу армии США компания «Дэйтон-Райт» разработала «авиаторпеду Кеттеринга» — управляемый часовым механизмом самолёт, который в заданный момент должен был сбрасывать крылья и падать на вражеские позиции. Над несколькими аналогичными проектами по заказу правительства Великобритании работал и профессор Арчибальд Лоу, «отец радиоуправляемого полёта», изобретатель дистанционно управляемой ракеты и позднее руководитель проекта «Larynx».
В итоге ни США, ни Германия, ни другие страны в боевых действиях Первой мировой БПЛА не применяли, но идеи, заложенные в те годы, позже нашли применение в крылатых ракетах.

### Межвоенный период
Окончание Первой мировой войны не остановило разработку беспилотных самолётов. Стремительное развитие радио и авиации положительным образом сказалось на успехе экспериментов с первыми БПЛА. В сентябре 1924 года гидросамолёт Curtiss F-5L совершил первый целиком радиоуправляемый полёт, включавший взлёт, маневрирование и посадку на воду.

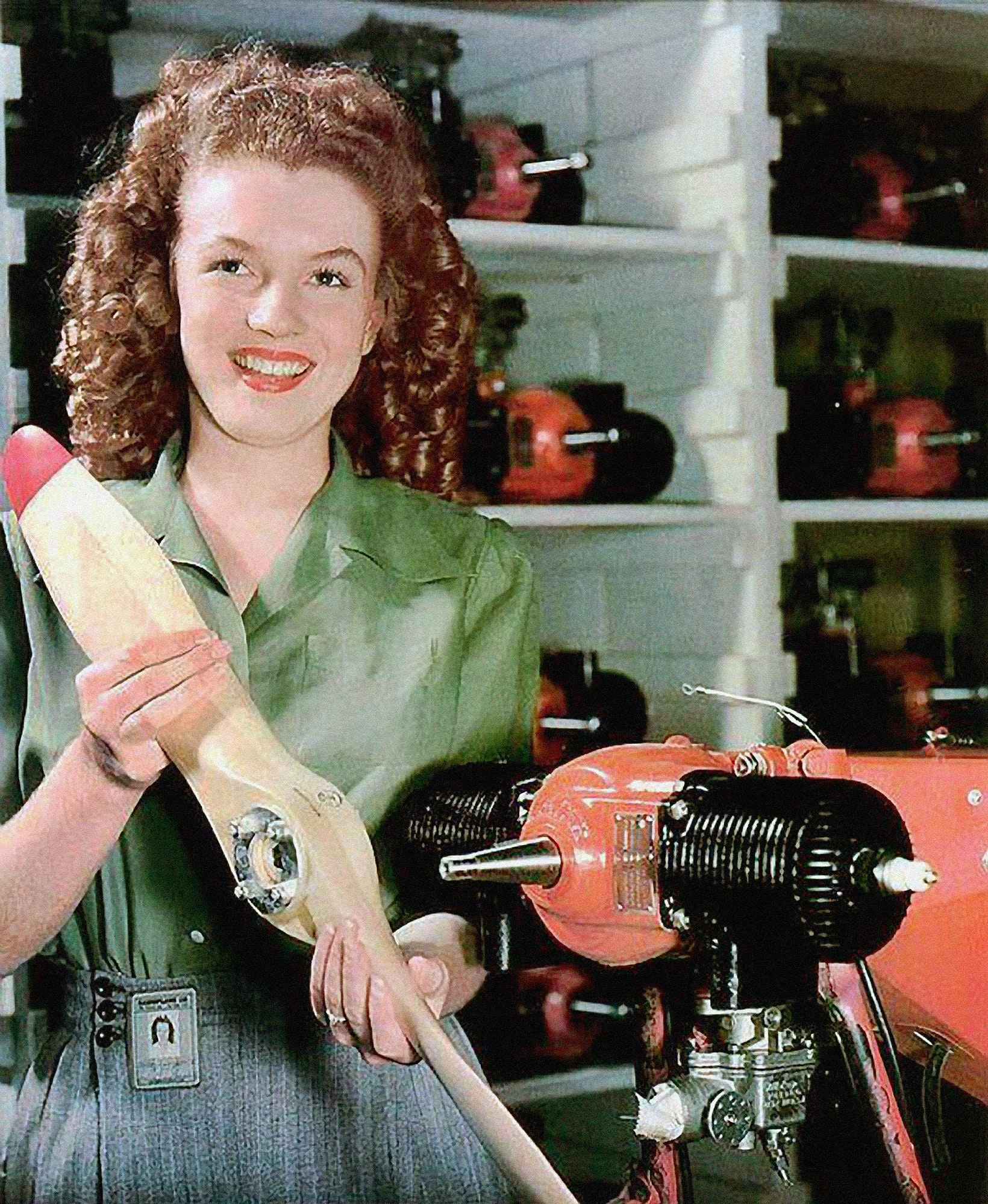
Норма Джин Догерти (известная как Мэрилин Монро) в период работы на фабрике Radioplane (1945)

Одновременно с тем к середине 1920-х годов стало ясно, что боевая авиация может представлять серьёзную угрозу для военно-морского флота. Для отработки навыков отражения нападения с воздуха флоту понадобились дистанционно управляемые мишени, что дало дополнительный импульс программам разработки беспилотников. В 1933 году в Великобритании разработан первый БПЛА-мишень многократного использования «Queen Bee». Первые образцы были созданы на базе трёх отреставрированных бипланов Fairy Queen, дистанционно управляемых с судна по радио. Два из них потерпели аварию, а третий совершил успешный полёт, сделав Великобританию первой страной, извлёкшей пользу из БПЛА.
В 1936 году капитан третьего ранга Делмар Фарни, возглавлявший проект радиоуправляемой авиации ВМФ США, в своём отчёте впервые употребил слово «дрон», в дальнейшем закрепившееся в качестве альтернативы термину «БПЛА». Под руководством Фарни ВМФ США впервые использовал беспилотную летающую мишень на учениях в 1938 году и вернулся к забытым после Первой мировой проектам «авиационных торпед». В начале 1938 года флот вёл переговоры с «Американской радиокорпорацией» об использовании телевизионного оборудования для дистанционного управления самолётами. В 1939 году учения, проведённые ВМФ США у берегов Кубы, показали высокую эффективность авиации, поэтому флот заключил с компанией «Radioplane» контракт на разработку большого количества БПЛА для использования в качестве мишеней на учениях. С 1941 по 1945 годы компания произвела более 3800 БПЛА «Radioplane OQ-2» и в 1952 году была поглощена корпорацией Northrop.
В СССР в 1930—1940 годах в ленинградском НИМТИ разрабатывался «планёр специального назначения» ПСН-1 и ПСН-2 (конструкторы Валк и Никитин). Планёр мог нести одну торпеду, запускался с «воздушного старта» (в качестве самолёта-носителя выступал тяжёлый бомбардировщик ТБ-3) и садился на воду. Наведение планёра производилось по инфракрасному лучу. Кроме того, проводились опыты по переделке ТБ-3 в радиоуправляемый бомбардировщик одноразового использования. Всего в СССР в конце 1930-х годов велись опытно-конструкторские работы над 9 проектами БПЛА, в ноябре 1940 года ввиду дороговизны и отсутствия реальных результатов был оставлен один — самолёт ТБ-3 4АМ-34-рн с радиотелемеханической линией «Беркут-1», разработанный конструкторами авиазавода № 379 и НИИ-20 НКЭП СССР.
В начале 1930-х годов в СССР начались эксперименты с дистанционным управлением по радиоканалу безэкипажными катерами со взрывчаткой. Наиболее приемлемым был вариант управления катером с самолёта. Так в 1935 году был создан самолёт волнового управления МБР-2ВУ, с переоборудованием двух первых машин № 31004 и № 31008 установкой аппаратуры «Спрут». Было сформировано по одному авиационному отряду ВУ в составе морской авиации на Балтике, Чёрном море и Тихом океане. В дальнейшем отряды развёрнули до состава отдельных эскадрилий. Несмотря на то, что идея боевого применения катеров волнового управления в годы Великой Отечественной войны с треском провалилась, подразделения самолётов-водителей торпедных катеров существовали в составе флотов вплоть до 1947 года, выполняя вспомогательные задачи в интересах командования флота.

### Вторая мировая война
В течение Второй мировой войны немецкие учёные вели разработки нескольких радиоуправляемых типов оружия, в том числе планирующие бомбы Henschel Hs 293 и Fritz X, зенитный БПЛА Enzian, созданный на основе реактивного истребителя Me. 163, а также крылатую ракету «Фау-1» и баллистическую ракету «Фау-2».

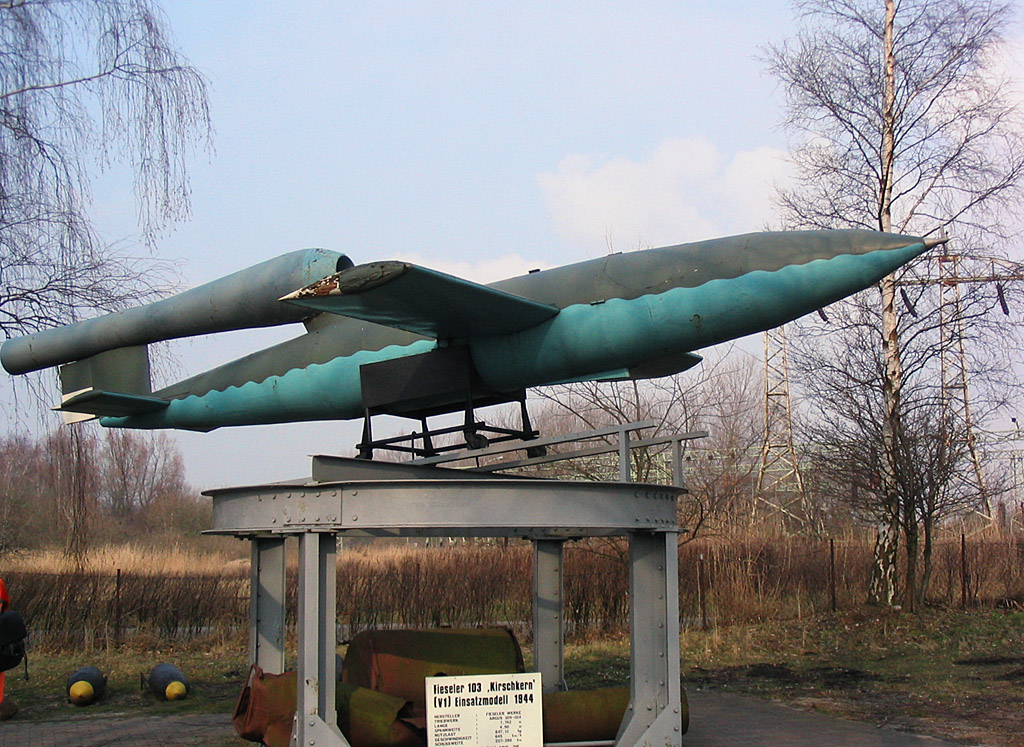
Фау-1

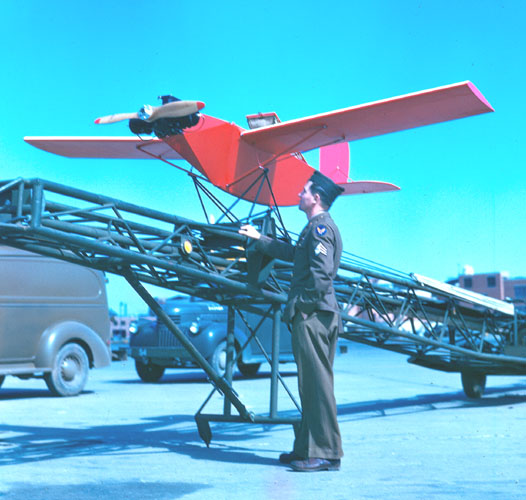
Радиоплан, 1945 год

Кроме массового производства БПЛА-мишеней Radioplane OQ-2 для тренировки лётчиков и зенитчиков, ВМФ США активно разрабатывал боевые БПЛА одноразового использования («авиационные торпеды»). В 1942 году модели Fletcher BG-1 и BG-2 успешно атаковали двигавшиеся со скоростью 7-8 узлов учебные водные цели, были произведены успешные тренировочные сбросы торпед и глубинных бомб с помощью телевизионного наведения. В результате флот заказал производство 500 БПЛА и 170 самолётов-носителей. Чтобы не создавать дополнительную нагрузку на авиационную отрасль, было принято решение конвертировать в БПЛА снятые с вооружения Douglas TBD Devastator.

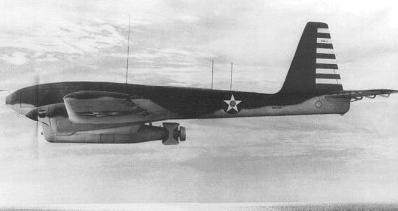
Беспилотник Interstate TDR-1 легко опознать по отсутствию фонаря кабины пилота

Одновременно с тем по заказу флота был разработан Interstate TDR-1, способный нести торпеду или 2000-фунтовую бомбу. Первой успешной миссией TDR-1 стала атака на японское торговое судно «Yamazuki Maru» 30 июля 1944 года — на тот момент корабль уже два года сидел на мели на Соломоновых островах, но был вооружён зенитной артиллерией. Всего с 1942 по 1945 год было произведено 195 таких беспилотников.
В духе привычного отсутствия координации между армией и флотом, в это же время армия США занималась операцией «Афродита», в рамках которой 17 отслуживших своё бомбардировщиков B-17 должны были быть переоборудованы в радиоуправляемые БПЛА, начинены взрывчаткой и использованы для уничтожения заводов, производивших ракеты «Фау-1» и «Фау-2». С самолётов было снято всё лишнее оборудование (пулемёты, бомбовые подвесы, сидения), что позволило загрузить в каждый 18 000 фунтов взрывчатки — вдвое больше нормальной бомбовой загрузки. Поскольку радиоуправление не позволяло самолёту безопасно взлететь, взлёт осуществляла команда добровольцев — пилот и бортинженер. После взлёта и набора высоты экипаж приводил в готовность взрыватели, включал систему радиоуправления и выбрасывался с парашютами. Дальнейшее управление полётом осуществлялось с борта сопровождающего самолёта через радио- и телесвязь. Из семнадцати БПЛА долететь до цели, взорваться и нанести значительный ущерб удалось только одному, программа была свёрнута.
Помимо этого, в годы войны в США был создан целый ряд управляемых авиабомб, включая самонаводящуюся планирующую бомбу ASM-N-2 Bat — первое в мире оружие схемы «выстрелил-и-забыл». После войны усилия в разработке беспилотных летательных аппаратов в США временно сместились в сторону создания управляемых ракет и авиабомб, лишь в 1960-х вернувшись к идее неударных БПЛА.
В СССР в годы войны разработки в этой области были прекращены окончательно после того, как попытки применения опытных образцов завершились неудачно. Известен факт боевого применения в 1942 году дистанционно управляемого ТБ-3, наведённого самолётом-ретранслятором на железнодорожную станцию в Вязьме, однако из-за неполадок в системе радиоуправления самолёт упал, не достигнув цели.

### Период «холодной войны»

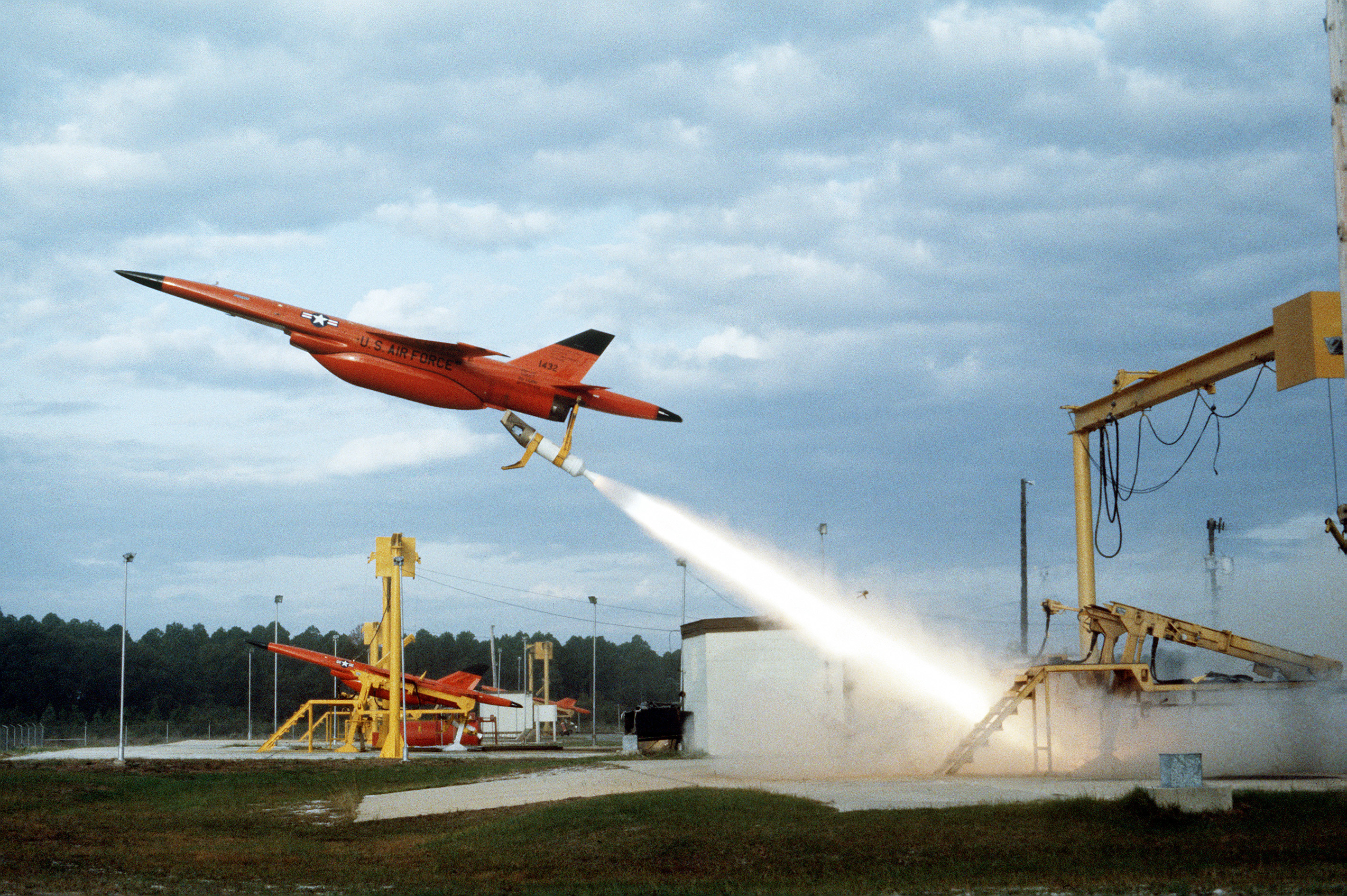
Ryan Firebee

В начале 1950-х годов ВМФ США использовали звено из шести БПЛА F6F-5K «Хеллкэт» для бомбардировок стратегических объектов в Северной Корее, но проект был свёрнут в связи с низкой эффективностью. С середины 1950-х десятки реактивных аппаратов Ryan Firebee использовались в качестве беспилотных мишеней для тренировки лётчиков реактивной авиации. В конце 1950-х Управление начальника научно-исследовательской работы Армии США финансировало программу разработки БПЛА тактической разведки (дивизионного звена), в рамках которой испытывались три типа аппаратов, с требованием обеспечения грузоподъёмности до 45 кг (100 фунтов) полезной нагрузки под установку фото- и видеоаппаратуры, а также радиолокационных средств.
В 1960 году над территорией СССР был сбит американский самолёт-разведчик U-2, а его пилот попал в плен. Политические последствия этого инцидента, а также перехват дальнего разведчика RB-47 у границ Советского Союза и потери U-2 во время Карибского кризиса заставили руководство США обратить дополнительное внимание на разработку БПЛА-разведчиков, и программа по конверсии мишеней Firebee была возобновлена. Её результатом стало появление беспилотных разведчиков Ryan Model 147A Fire Fly и Ryan Model 147B LIghtning Bug, производившихся в разных модификациях вплоть до начала XXI века.

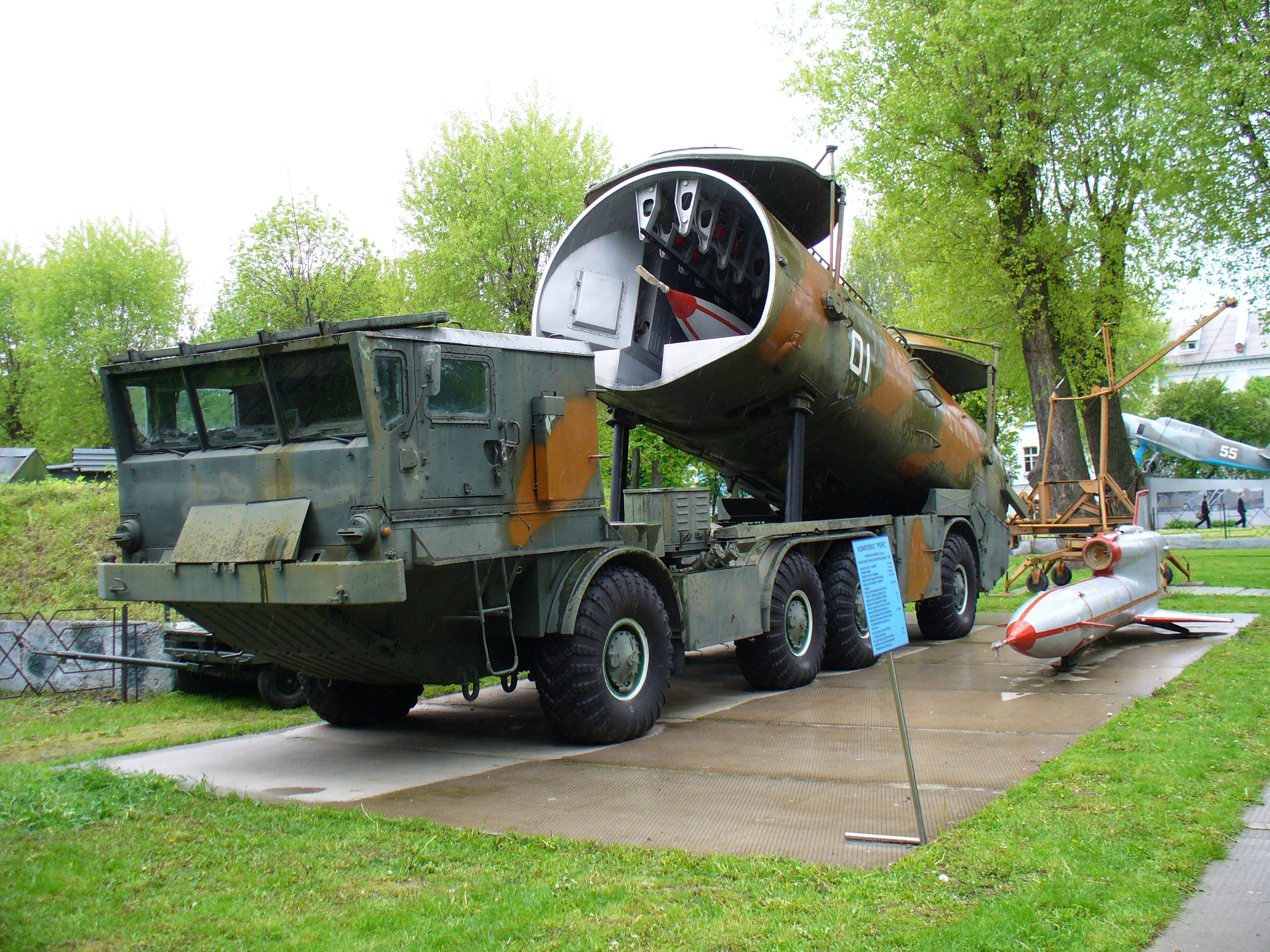
Советский БПЛА Ту-143 в составе пускового комплекса ВР-3

Аналогичным образом в СССР на базе летающей мишени Ла-17 КБ Лавочкина был создан беспилотный разведчик Ла-17Р, совершивший свой первый полёт в 1963 году, но популярности не снискавший. 23 сентября 1957 года КБ Туполева получило госзаказ на разработку мобильной ядерной сверхзвуковой крылатой ракеты среднего радиуса действия. Первый запуск модели Ту-121 был осуществлён 25 августа 1960 года, но программа была закрыта в пользу баллистических ракет КБ Королёва. Созданная же конструкция нашла применение в качестве мишени, а также при создании реактивных беспилотных самолётов-разведчиков Ту-123 «Ястреб», Ту-141 «Стриж» и Ту-143 «Рейс». В отличие от Ryan Model 147, запускавшейся с воздушного старта, БПЛА Туполева могли взлетать с мобильных наземных комплексов. В 1970-е — 1980-е годы только Ту-143 было выпущено около 950 единиц. Дальнейшим развитием «Рейса» стали Ту-243 в 1980-х и Ту-300 в 2000-х годах.

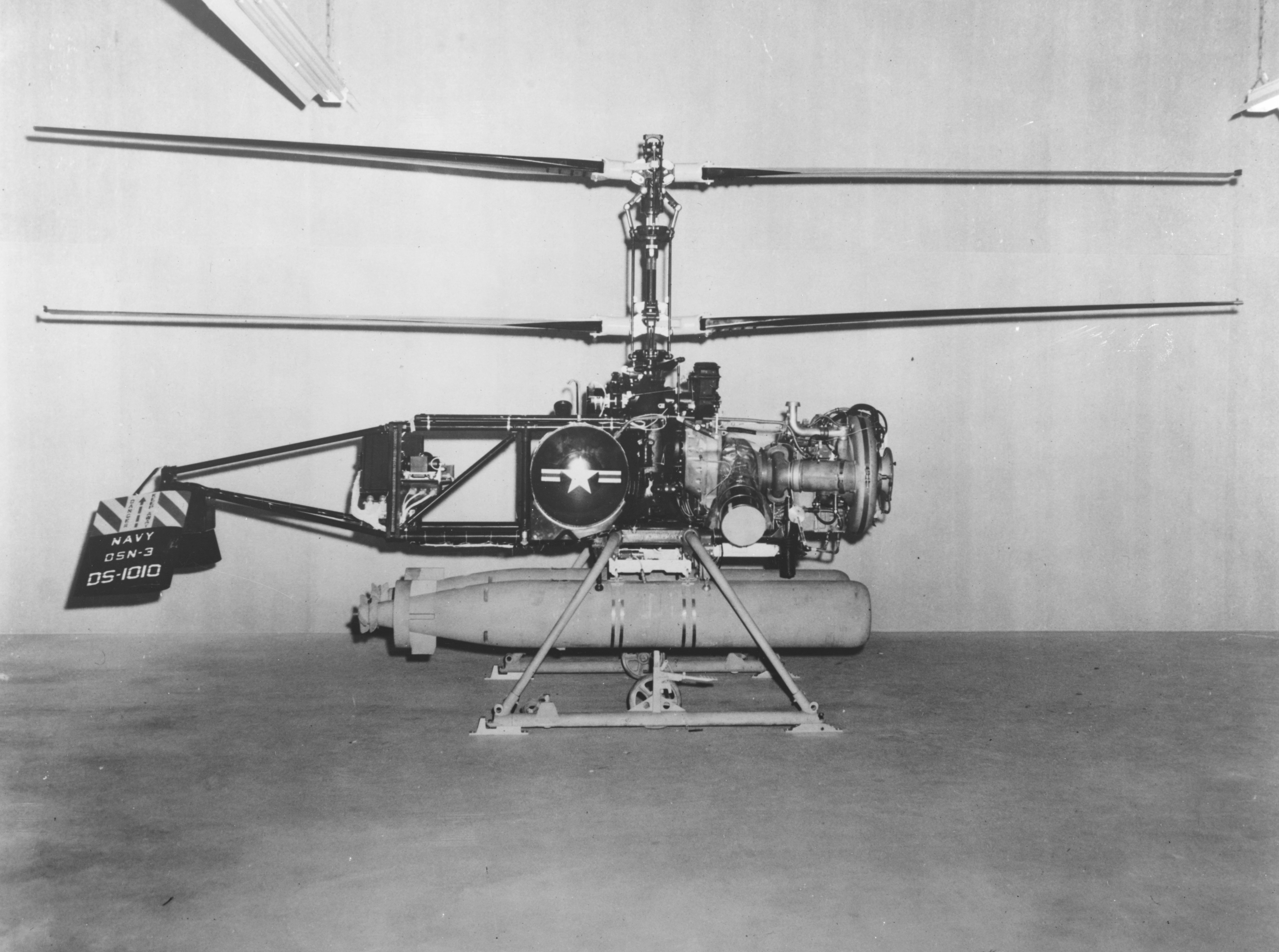
Радиоуправляемый боевой вертолёт QH-50 DASH (1961)

Другой значительной угрозой Холодной войны для США стали советские стратегические подводные лодки. Для борьбы с ними был разработан первый вертолёт-БПЛА Gyrodyne QH-50 DASH, вооружённый торпедами Mark 44 или 325-фунтовыми глубинными бомбами Mark 17. Небольшие размеры аппарата позволяли оснащать им малые корабли, которые в противном случае остались бы без воздушной противолодочной обороны. В период с 1959 до снятия QH-50 с вооружения в 1969 году было построено более 800 единиц этого БПЛА.
Во время войны во Вьетнаме беспилотные самолёты-разведчики AQM-34 произвели 3435 вылетов, что привело к потере 554 аппаратов. При попытках перехвата беспилотников северовьетнамские ВВС потеряли 7 истребителей МиГ. США пробовало применять ещё один вид БПЛА — беспилотные вертолёты QH-50 Gyrodyne, однако их потери оказались также огромными — почти 400 единиц. Командование ВВС США высоко оценило возможность направлять беспилотные аппараты на самые опасные миссии, не рискуя жизнями пилотов.
Беспилотные летательные аппараты на Ближнем Востоке были применены Израилем во время Войны на истощение (1967—1970), затем Войны Судного дня в 1973 году и позже во время боевых действий в долине Бекаа (1982). Они использовались для наблюдения и разведки, а также в качестве ложных целей. Израильский БПЛА IAI Scout и малоразмерные ДПЛА Mastiff провели разведку и наблюдение сирийских аэродромов, позиций ЗРК и передвижений войск. Поначалу израильские БПЛА несли большие потери как от арабских истребителей МиГ-21 и МиГ-23, так и от огня с земли. Только за октябрь 1973 года Израиль от вражеского огня ПВО, истребителей и собственных же систем РЭБ потерял 31 БПЛА. По информации, получаемой с помощью БПЛА, отвлекающая группа израильской авиации перед ударом главных сил вызвала включение радиолокационных станций сирийских ЗРК, по которым был нанесён удар с помощью самонаводящихся противорадиолокационных ракет, а те средства, которые не были уничтожены, были подавлены помехами. Успех израильской авиации был впечатляющим — Сирия потеряла 18 батарей ЗРК и 86 самолётов. Успешность применения БПЛА заинтересовала Пентагон и привела к совместной американо-израильской разработке системы RQ-2 Pioneer.

### 1990—2010
Развитие систем связи и навигации, в первую очередь системы глобального позиционирования (GPS), на рубеже 1990-х годов (война в Персидском заливе стала первым конфликтом, в котором широко использовался GPS) вывели БПЛА на новый уровень популярности. БПЛА успешно применялись обеими сторонами, прежде всего как платформы наблюдения, разведки и целеуказания.
Во время операции «Буря в пустыне» БПЛА коалиции совершили 522 вылета, суммарный боевой налёт составил 1641 час — в любой момент операции в воздухе находился как минимум один БПЛА. Важной задачей БПЛА являлось целеуказание и координация огня для стратегических бомбардировщиков B-52, истребителей F-15 и артиллерии размещённых в Персидском заливе кораблей. После нескольких разрушительных обстрелов американской палубной артиллерией иракские войска начали воспринимать появление дронов в воздухе как начало артподготовки. Известны порядка 40 эпизодов, когда иракские солдаты замечали беспилотник над своей позицией и, не желая попасть под артобстрел, начинали размахивать белыми полотнами — впервые люди на войне сдавались в плен роботам.
В 1992 году израильский БПЛА был впервые использован как боевое средство для целеуказания при операции по ликвидации в Южном Ливане лидера организации Хезболла Аббаса аль-Мусави. БПЛА выследил колонну, в которой ехал аль-Мусави, и пометил его автомобиль лазерным маркером, по которому была выпущена ракета со штурмового вертолёта.
В дальнейшем БПЛА успешно использовались и в операциях по поддержанию мира силами ООН в бывшей Югославии, в войне в Косово (1999), в Афганистане (2001) и Ираке (2003), выполняя миссии, которые на военном жаргоне обозначались как 3D (англ. dull, dirty, dangerous) — «скучные, грязные, опасные». Развитие технологий, накопление боевого опыта и изменения в отношении высшего командования стран НАТО к применению дронов в боевых действиях постепенно выдвинули БПЛА на передний край войны: из разведчиков и наводчиков они превратились в самостоятельную ударную силу.
Американская война в Афганистане выявила проблемы с применением «классической» тактики нанесения авиаударов крылатыми ракетами: получение разведданных, их обработка, принятие решения в ставке командования, запуск и полёт ракет от корабля базирования до цели занимали слишком много времени — боевая обстановка успевала измениться, цели ускользали из зоны поражения. БПЛА, которые могли постоянно находиться в районе боевых действий, передавать разведданные в реальном времени и немедленно атаковать цели ракетами «воздух-поверхность», оказались более эффективным средством нанесения точечных ударов. Начиная с 2001 года финансирование, выделяемое США на разработку дронов, удваивалось практически ежегодно, в итоге увеличившись с 5 % от выделяемого на авиацию бюджета до 25 % (с 284 млн долларов в 2000 году до 3,2 млрд долларов в 2010 году). К разведчику RQ-2 Pioneer (масса 205 кг) присоединились ударные дроны MQ-1 Predator (масса 1020 кг) и позже MQ-9 Reaper (масса 4760 кг), а в 2004 году на вооружение был поставлен разведчик RQ-4 Global Hawk массой 14 628 кг (то есть всего в два раза легче, чем истребитель Миг-29).
В России до войны в 2008 году внимания разработке и внедрению БПЛА уделялось мало.
Особое значение БПЛА приобрели в конфликтах на Ближнем Востоке (в Ливии, Сирии, Нагорном Карабахе) в конце 2010-х.

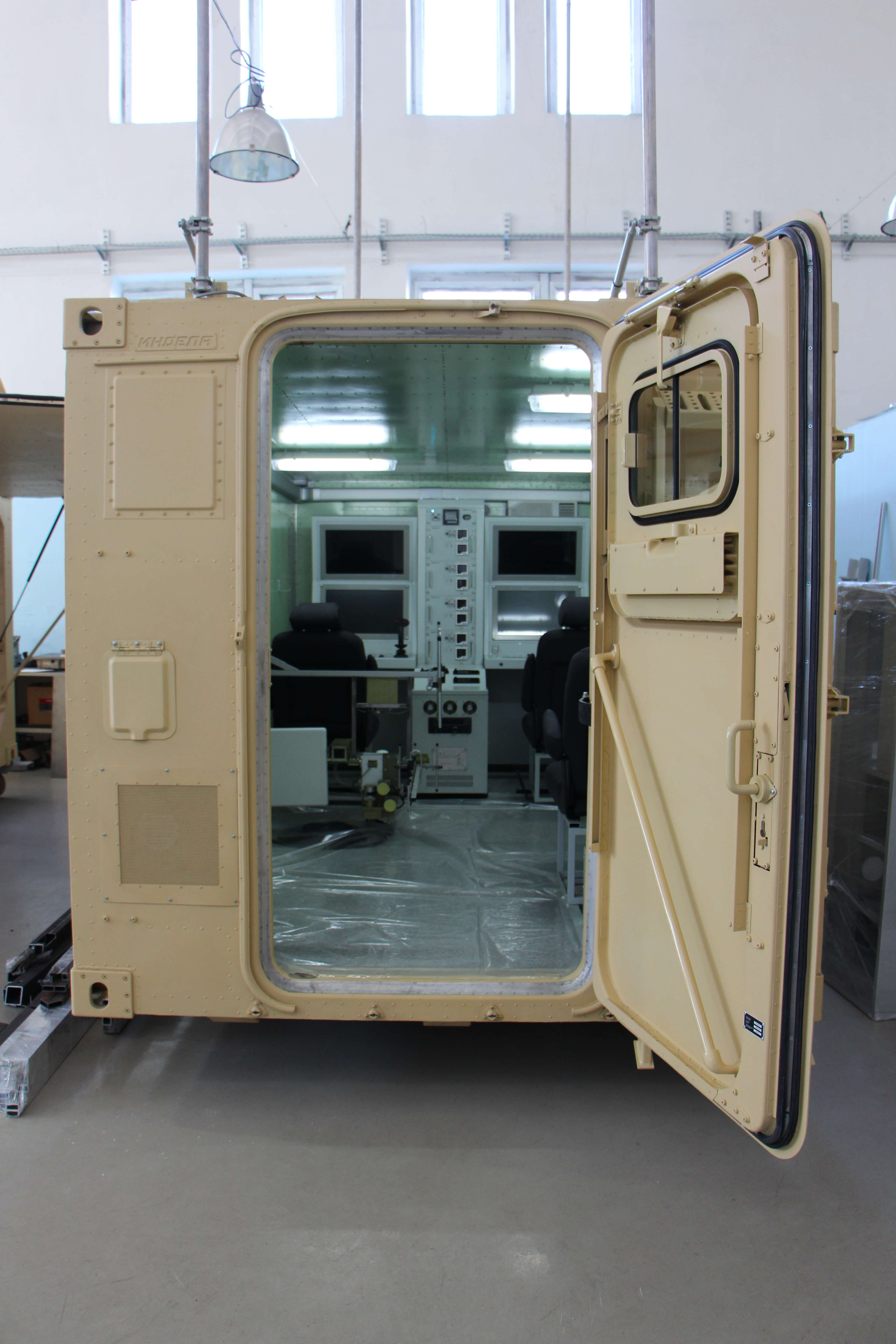
Станция управления БПЛА «INDELA-I.N.SKY» в модуле типоразмера ISO-контейнера.
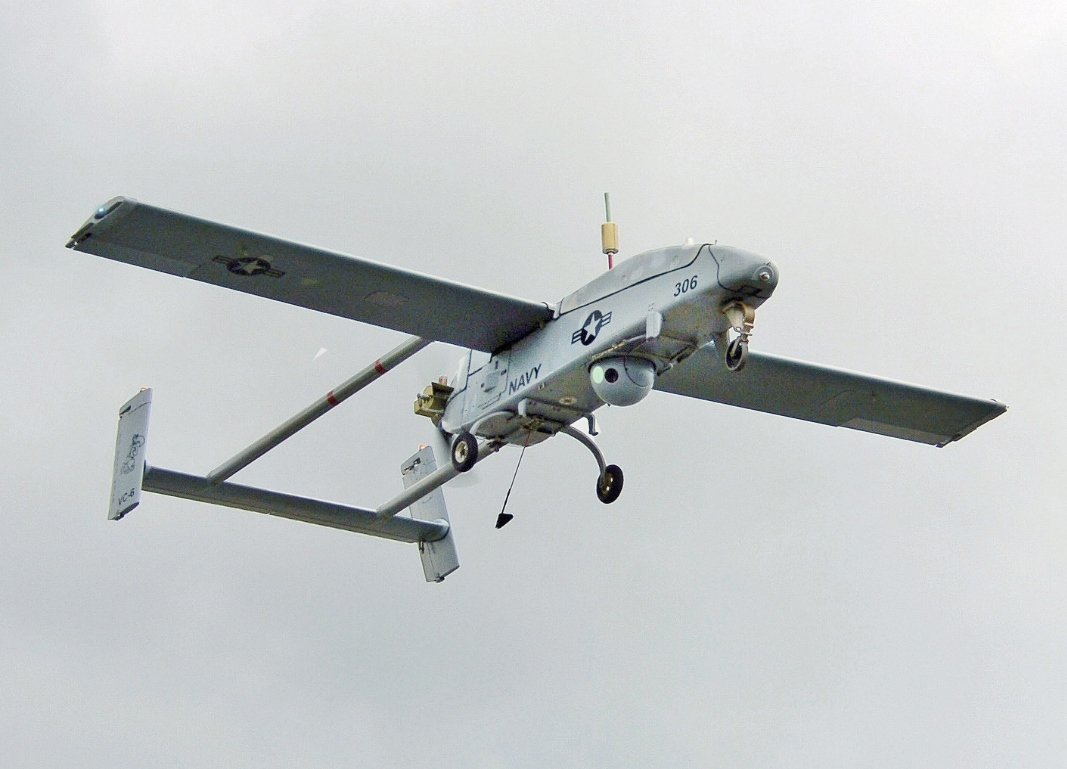
Разведываетльный БПЛА «Пионер».
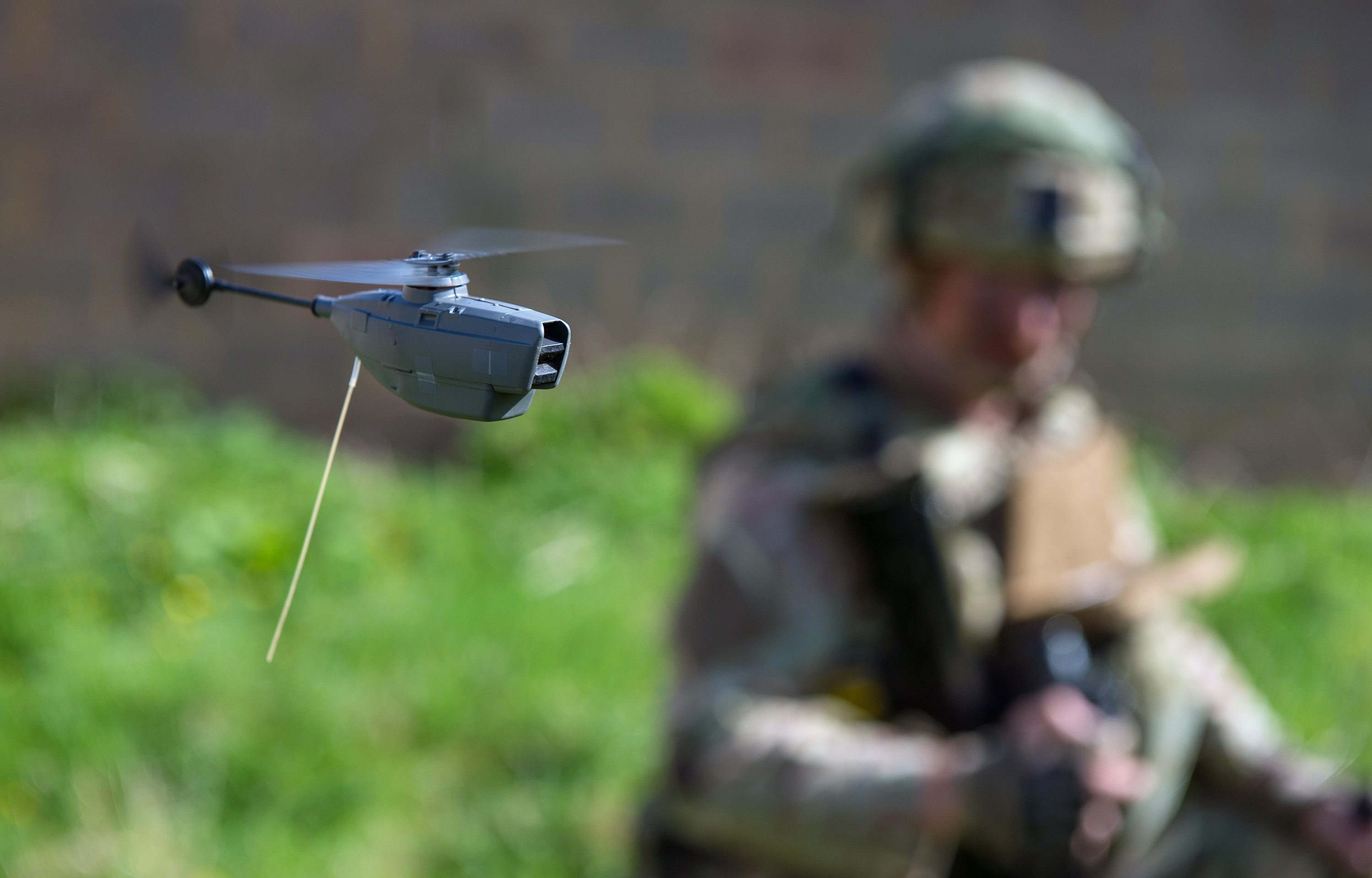
Мини БПЛА Black Hornet Nano из состава личной экипировки бойца.
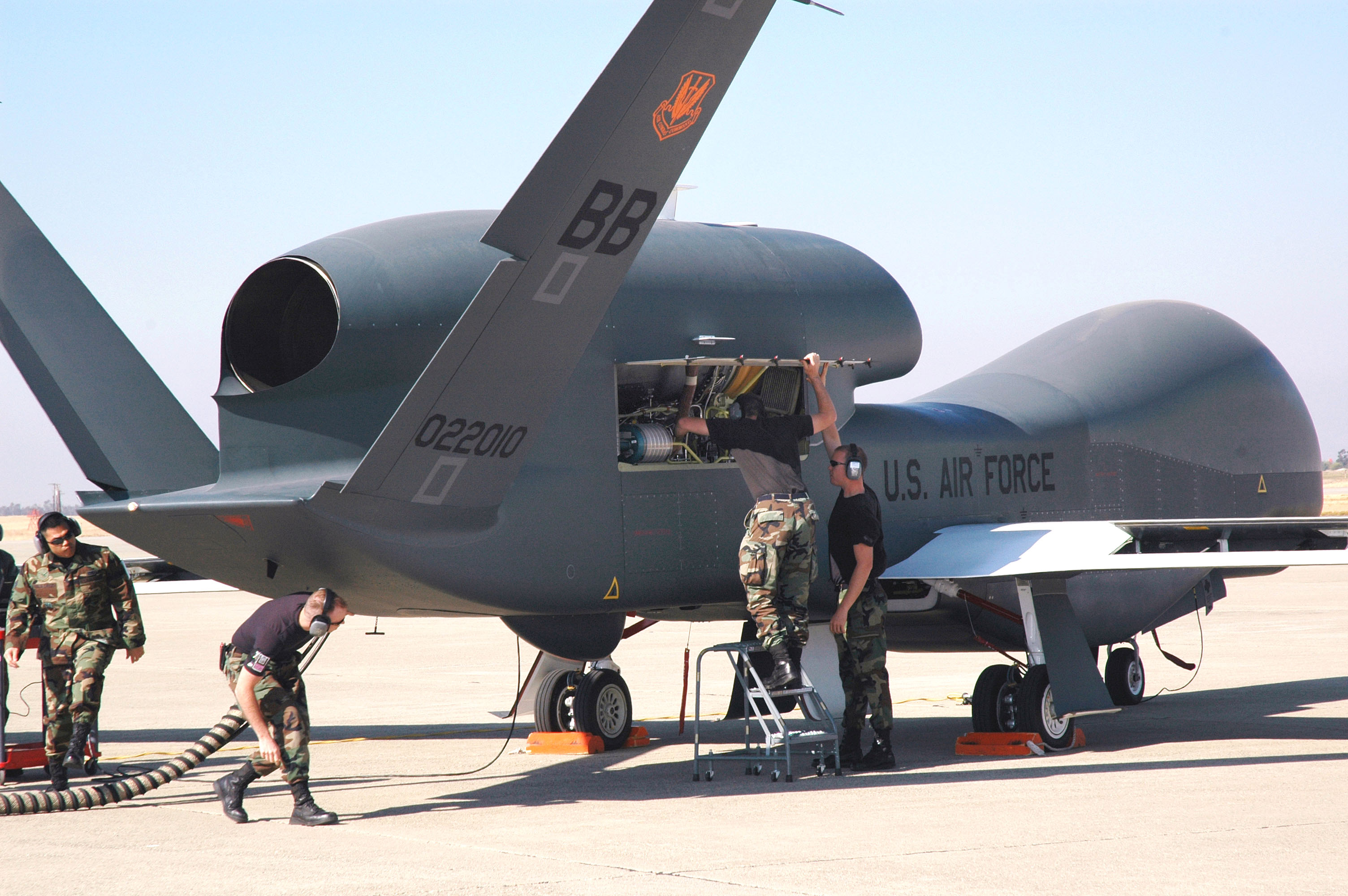
Предполётный осмотр стратегического разведчика RQ-4 Global Hawk.

## Современное состояние
Ряд важных достоинств БПЛА перед пилотируемой авиацией привёл к более активному развитию этой отрасли. Прежде всего это относительно небольшая стоимость, малые затраты на их эксплуатацию, возможность выполнять манёвры с перегрузками, превышающими физические возможности человека.
По оценкам большинства западных экспертов, США и страны НАТО в будущих войнах и конфликтах XXI века будут делать ставку на применение БПЛА.

### Израиль
Израиль является лидером технологических разработок в области БПЛА и одним из крупнейших производителей наряду с США, Китаем и Канадой. В период с 1985 по 2014 год 60,7 % всех экспортированных беспилотных самолётов в мире были произведены в Израиле (на втором месте — США, поставившие 23,9 % всех беспилотников, экспортированных за этот период; на третьем месте — Канада с 6,4 %).
В Израиле тестируются программы по сбору с помощью БПЛА урожая.
На вооружении эскадрилий БПЛА в составе ВВС Армии обороны Израиля находится полный спектр БПЛА — от лёгких тактических разведчиков и наблюдателей «Orbiter» до самого тяжёлого в мире БПЛА «Эйтан» и полного спектра назначений — наблюдение, разведка, целеуказание, координация действий наземных частей, штурмовые ударные БПЛА, БПЛА-камикадзе «Harop» и т. д.
Крупными производителями БПЛА в Израиле являются «Israel Aerospace Industries», «Elbit Systems» и «Rafael».

### Китай

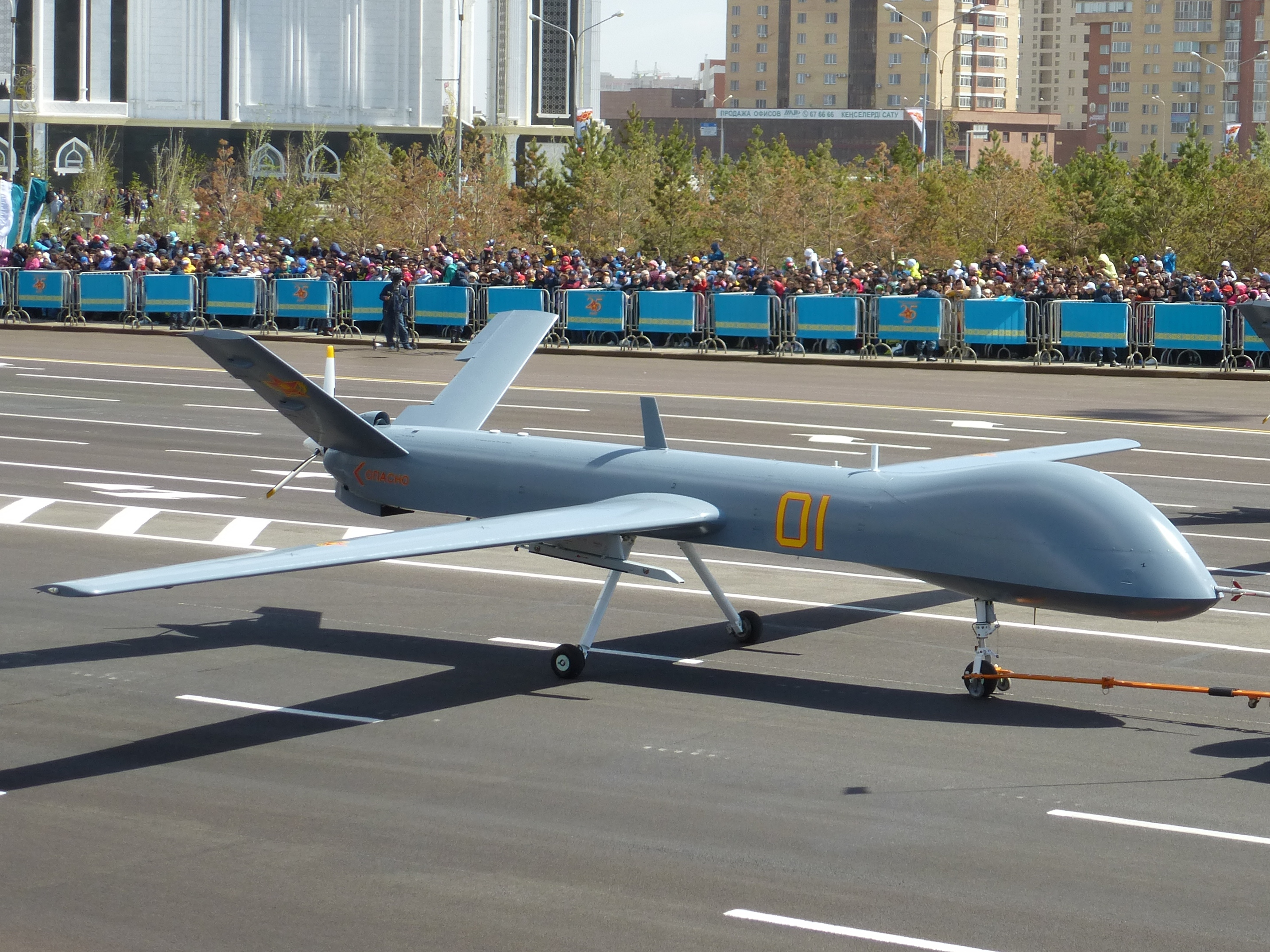
Разведывательный БЛА «Wing Loong».

БПЛА являются важной частью военной стратегии КНР. В Китае разрабатывается и производится полный спектр БПЛА, в том числе ударные CASC Rainbow CH-4/CH-5, AVIC Cloud Shadow и CAIG Wing Loong, аналогичные MQ-9 Reaper, стелс-БПЛА AVIC Sharp Sword, а также Guizhou Soar Dragon, аналогичный RQ-4 Global Hawk, гиперзвуковой БЛА DF-ZF. Ведутся испытания грузового транспортника CH-YH1000. Всё это вызывает обоснованное беспокойство не только на Западе, но и в РФ.
В гражданском секторе Китай также является одним из лидеров в производстве БПЛА. Среди наиболее заметных китайских компаний можно назвать DJI, со своей линейкой компактных дронов. Также развиваются полномасштабные грузовые БПЛА, среди которых TP500, TP1000 и TP2000 от компании Yitong, способны перевозить 500 кг, 1000 кг и 2000 кг соответственно и W5000 от Air White Whale с грузоподъемностью в 5 тонн.

### Россия
В 1999 году ОКБ Камова был создан беспилотный вертолёт Ка-137.
В 2007 году ОКБ «МиГ» и «Климов» представили ударный стелс-беспилотник «Скат», но позже проект был закрыт.
В ОКБ Туполева велись также работы по Ту-300, модернизации комплекса Ту-243, но на вооружение этот беспилотник поставлен не был.
Война между Россией и Грузией в августе 2008 года продемонстрировала, что российской армии не хватает современных разведывательных беспилотников. В 2009 году Россия заключила с израильской компанией Israel Aerospace Industries (IAI) контракт на покупку беспилотных летательных аппаратов.
При этом, в 2009—2010 гг. Минобороны РФ потратило на разработку своих БПЛА 5 млрд рублей. По заявлению замминистра обороны РФ, генерал-полковника Владимира Поповкина, эти вложения не принесли искомого результата: ни один из представленных российской промышленностью беспилотных летательных аппаратов не выдержал программу испытаний.
В итоге, в 2010 году российская компания «Оборонпром», входящая в состав госкорпорации «Ростехнологии», создала совместное предприятие с IAI. Производство БПЛА «Форпост» (он же IAI Searcher) и «Застава» (IAI Bird Eye 400) ведётся на Уральском заводе гражданской авиации в Екатеринбурге; оба БПЛА являются разведывательными — поставлять ударные беспилотники израильская сторона отказалась. В 2014 году сформирован первый отряд БПЛА «Форпост» на Тихоокеанском флоте. Производство БПЛА «Форпост-Р» с 2019 года полностью локализовано в РФ, беспилотник может выпускаться и в ударном варианте, с 2 корректируемыми малогабаритными авиабомбами КАБ-20С.
В 2010 году в Санкт-Петербурге был выпущен разведывательный БПЛА малой дальности «Орлан-10» (масса 18 кг). Отработав на ряде масштабных учений, включая «Кавказ-2012», «Орлан-10» получил высокую оценку руководства Сухопутных войск и ВДВ. Комплекс был принят на вооружение российской армии в конце 2012 года, в 2014—2015 годах производилось и поставлялось в войска 200—300 аппаратов в год.
В конце 2011 года компании «Транзас» (Санкт-Петербург) и ОКБ «Сокол» (Казань) выиграли государственный конкурс на проведение опытно-конструкторских и научно-исследовательских работ по созданию разведывательно-ударных БПЛА для российской армии. Совместный проект двух предприятий возглавил бывший генеральный конструктор ОКБ им. Яковлева Николай Долженков. Разрабатываемый «Транзасом» 720-килограммовый дрон получил название «Дозор-600», а 5-тонный дрон ОКБ «Сокол» — «Альтиус». В 2015 году подразделение «Транзаса», занимавшееся БПЛА, было поглощено АФК «Система».
В июле 2012 года компания «Сухой» была выбрана разработчиком проекта тяжёлого ударного БПЛА взлётной массой от 10 до 20 тонн (С-70 «Охотник»), в конце октября того же года стало известно, что компании «Сухой» и «МиГ» подписали соглашение о сотрудничестве в разработке беспилотных летательных аппаратов — «МиГ» примет участие в проекте, конкурс по которому ранее выиграл «Сухой».
На 2018 год Россия заняла 3 % мирового рынка БПЛА в количественном выражении. Что касается военного сегмента БВС − 15 %.
По состоянию на 2020 год проводились испытания многоцелевых БПЛА «Орион» и «Корсар», способных нести управляемое ракетное вооружение. По информации Reuters, в 2023 году в России началось производство ударного БПЛА большой дальности «Гарпия-А1». Максимальная дальность полета дрона 1400 километров, масса — менее 300 кг. За год было изготовлено более 2500 таких БПЛА. При производстве использовались китайские и российские детали.
Проблематикой беспилотных летательных аппаратов занимается Управление строительства и развития системы применения беспилотных летательных аппаратов Генерального штаба ВС РФ.
В 2023 году в ВС РФ было поставлено около 140 тысяч различных БПЛА. По итогам 2024 года, согласно сообщению президента России Владимира Путина, выпуск беспилотников увеличится почти в 10 раз в годовом выражении.

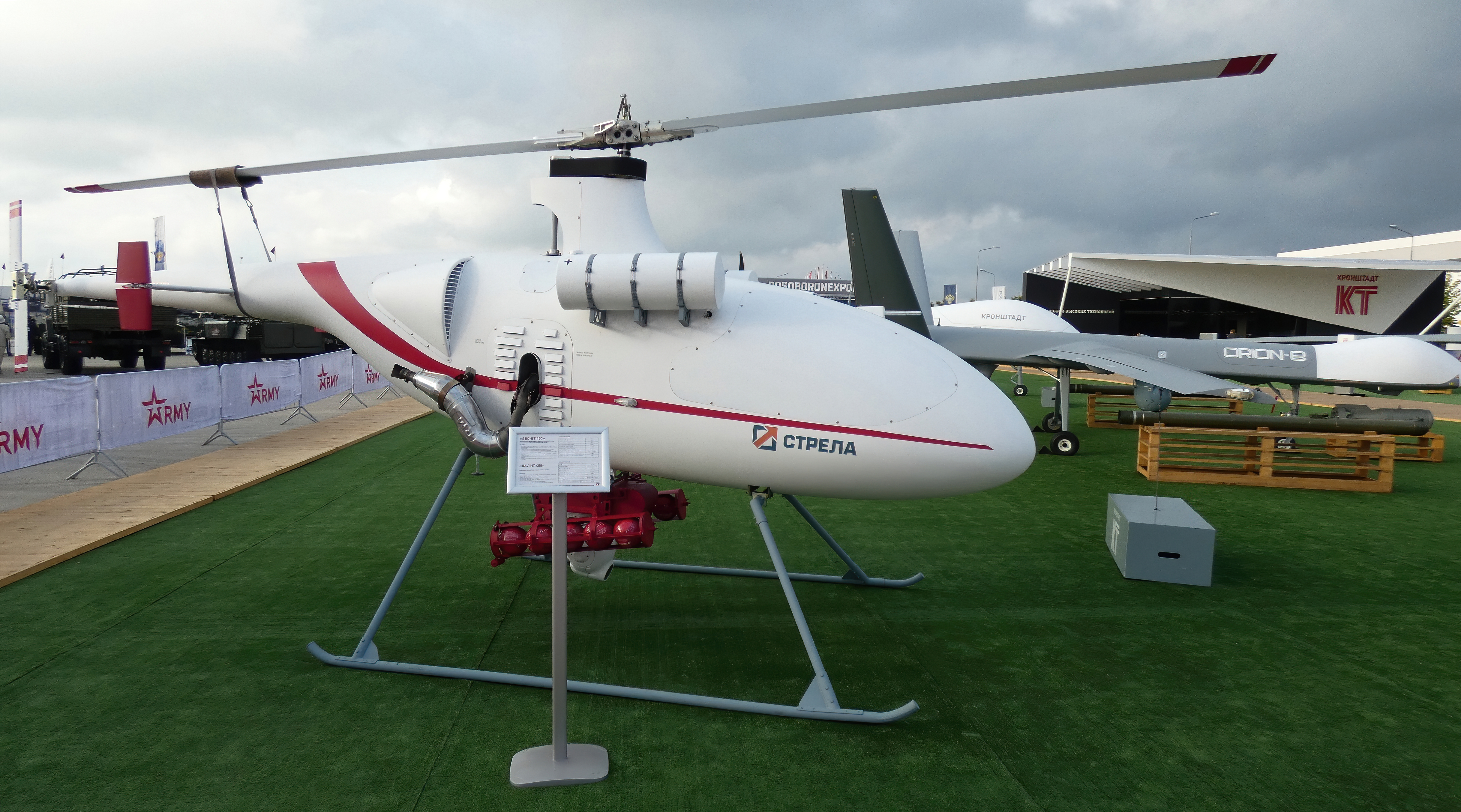
БВС-ВТ 450 НПП «Стрела» на выставке «Армия-2021».
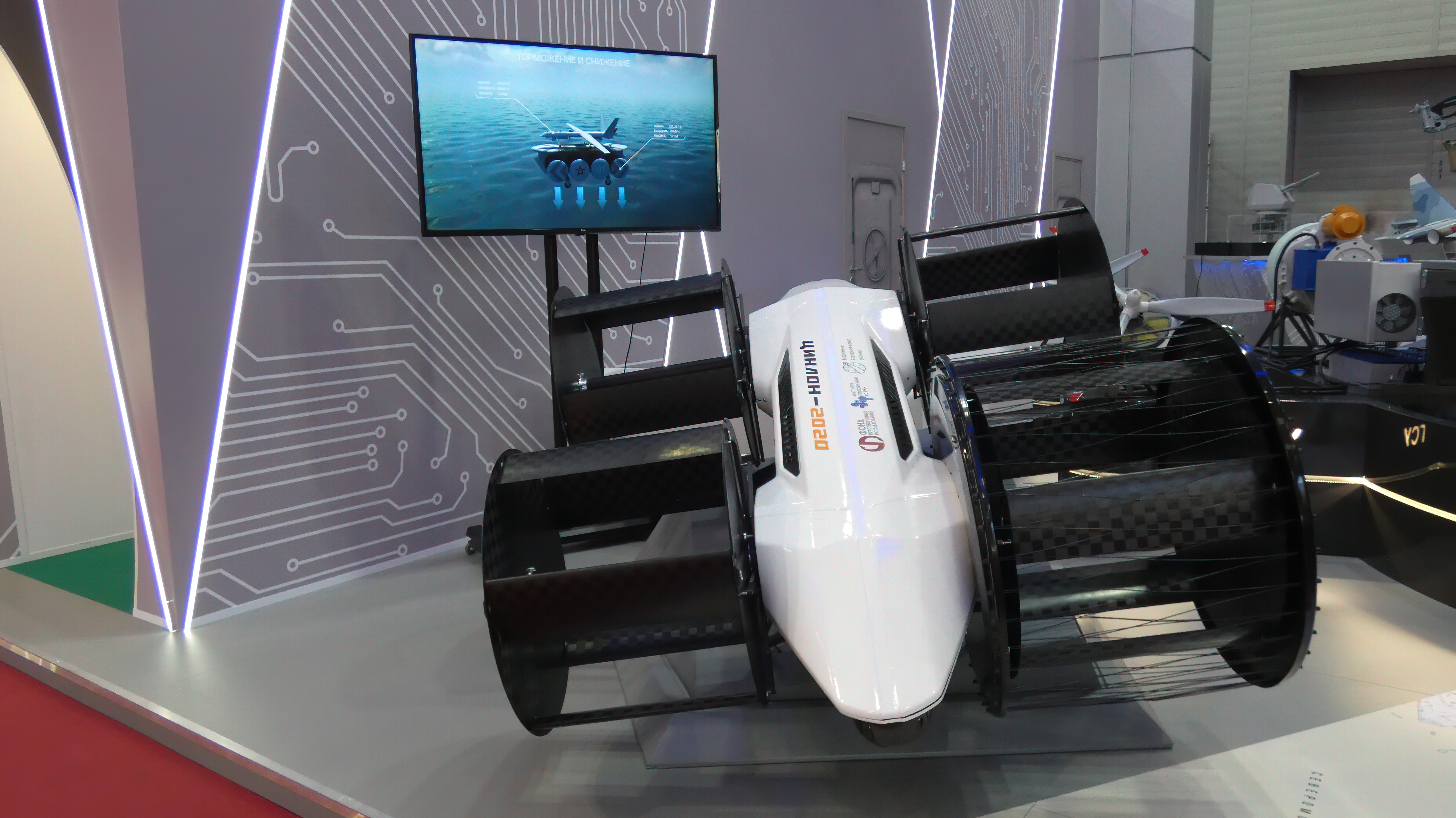
БПЛА «Циклон».
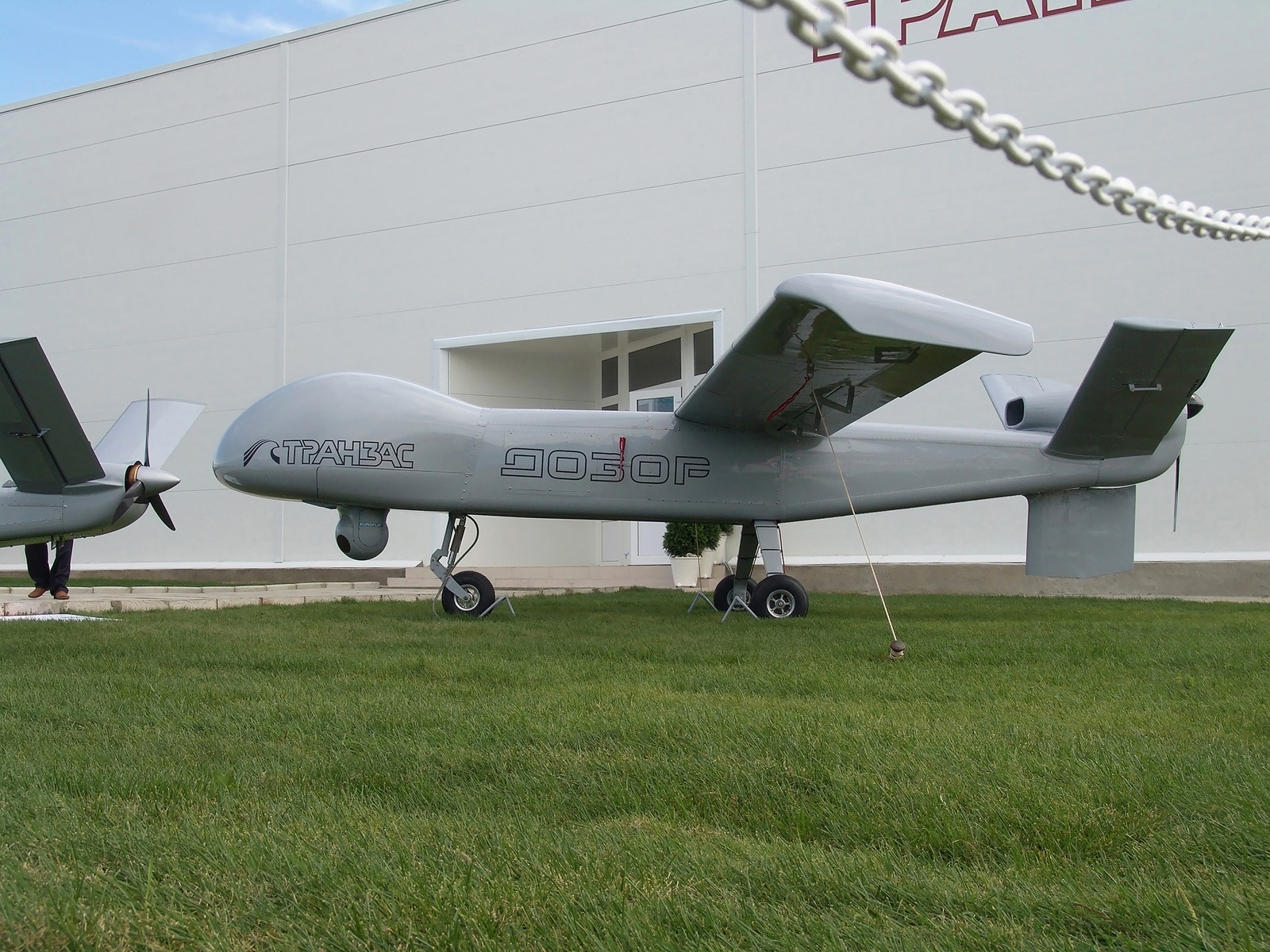
«Дозор-600» на МАКС-2009.
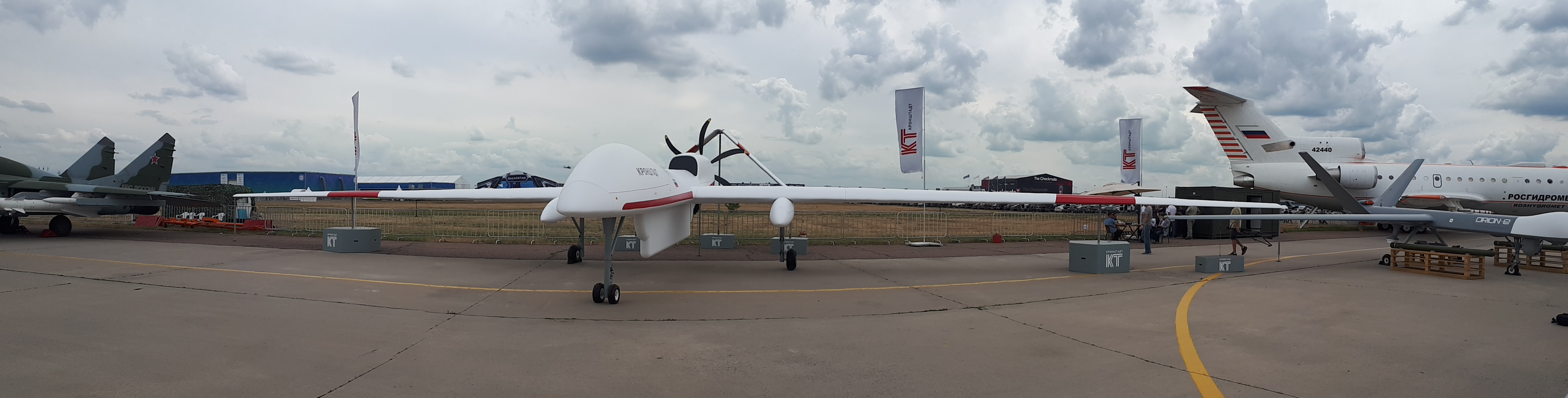
«Гелиос-РЛД» на МАКС-2021.

### США
Основным вектором развития БПЛА в начале XXI века стало повышение автономности. ВВС и ВМС США в рамках совместного проекта «Общая беспилотная ударная авиационная система» (англ. Joint Unmanned Combat Air Systems) должны были разработать не только малозаметный БПЛА, но и методы самостоятельной координации БПЛА на поле боя, принятия ими тактических решений на основе поставленных боевых задач.
В 2011 году первый полёт совершил БПЛА X-47B, обладающий высокой степенью автономности и умеющий приземляться в полностью автоматическом режиме, в том числе на палубу авианосца. В апреле 2015 года X-47B произвёл первую в истории процедуру дозаправки в воздухе полностью в автоматическом режиме.
В 2012 году велась расчётная научно-исследовательская работа американских компаний Sandia National laboratories и Northrop Grumman по БПЛА с ядерной энергетической установкой; предполагалось, что подобные БПЛА смогут барражировать в воздухе в течение месяцев (ещё в 1986 году в рамках научно-исследовательской работы был оформлен патент на БПЛА, оснащённый ядерным реактором с гелиевым охлаждением).
Программа J-UCAS не пережила мирового финансового кризиса и бюджетных сокращений, но была перезапущена в 2013 году силами ВМФ под названием UCLASS («Беспилотная система разведки и атаки корабельного базирования» — англ. Unmanned Carrier-Launched Airborne Surveillance and Strike). В итоге 1 февраля 2016 года было принято решение о том, что значительная часть ресурсов по разработке UCLASS будет направлена на создание БПЛА MQ-25 Stingray — беспилотного воздушного танкера палубного базирования; он совершил, впервые в истории авиации, дозаправку в воздухе другого самолёта в июле 2021 года.
В 2014 году ВС США использовали около 10 тыс. малых БПЛА (7362 RQ-11 Raven, 990 Wasp III, 1137 RQ-20 Puma и 306 RQ-16 T-Hawk), а также около 1000 средних и тяжёлых БПЛА (246 MQ-1 и MQ-1C, 126 MQ-9 Reaper, 491 RQ-7 Shadow, 33 RQ-4 Global Hawk, 20 RQ-170 Sentinel).

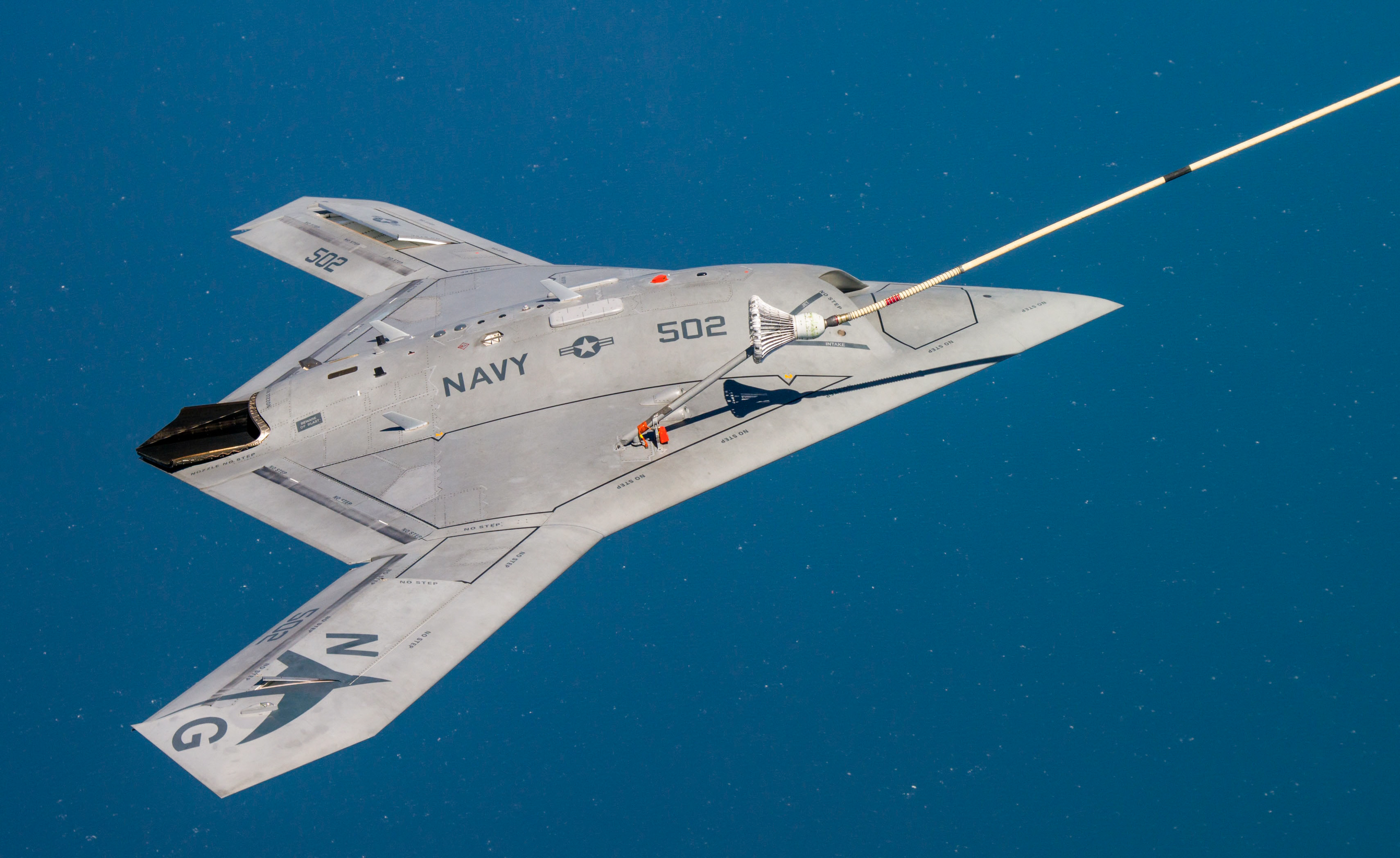
БПЛА X-47B дозаправляется в воздухе.
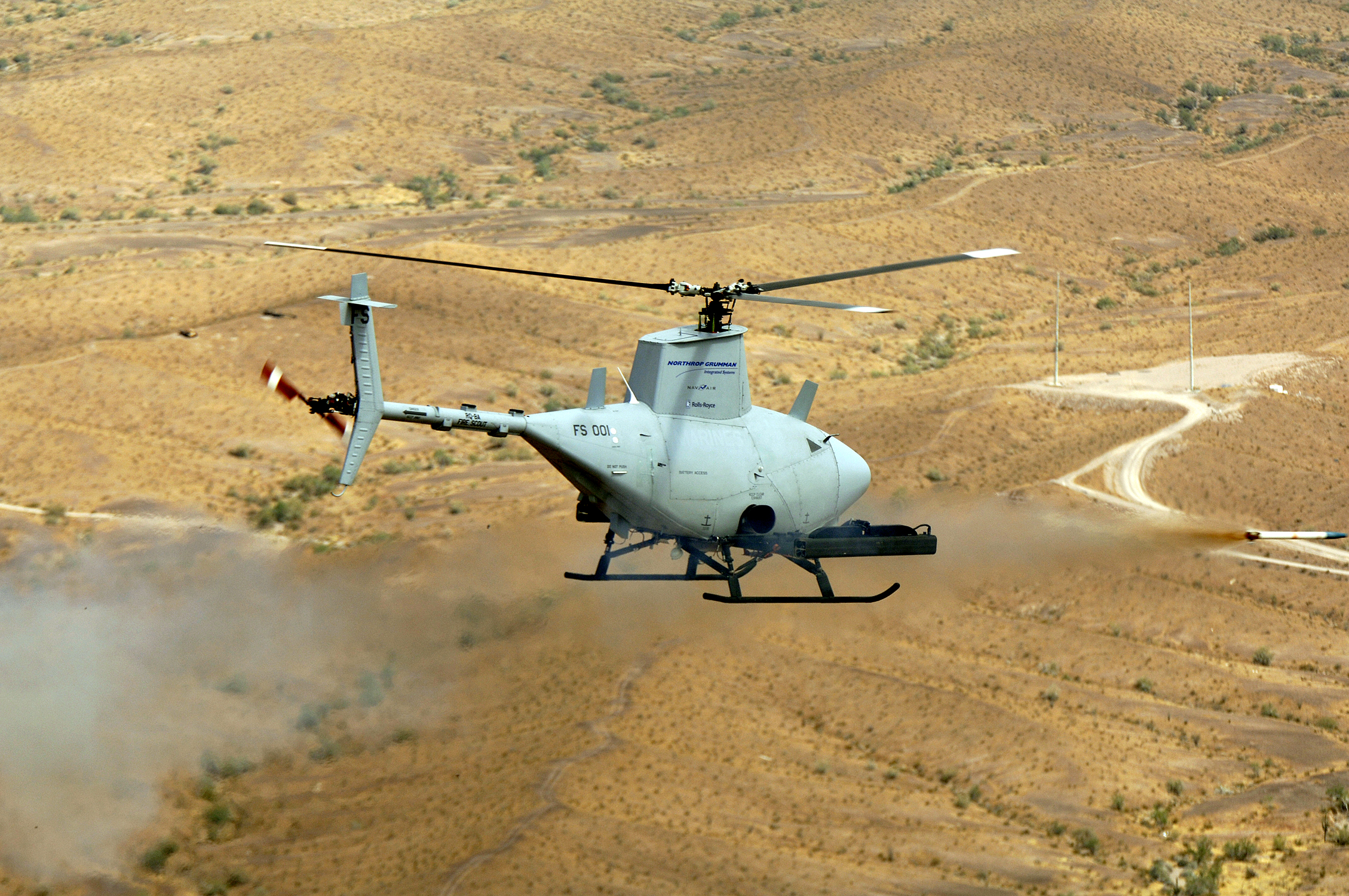
БПЛА MQ-8, запускающий на испытаниях ракету Mark-66.
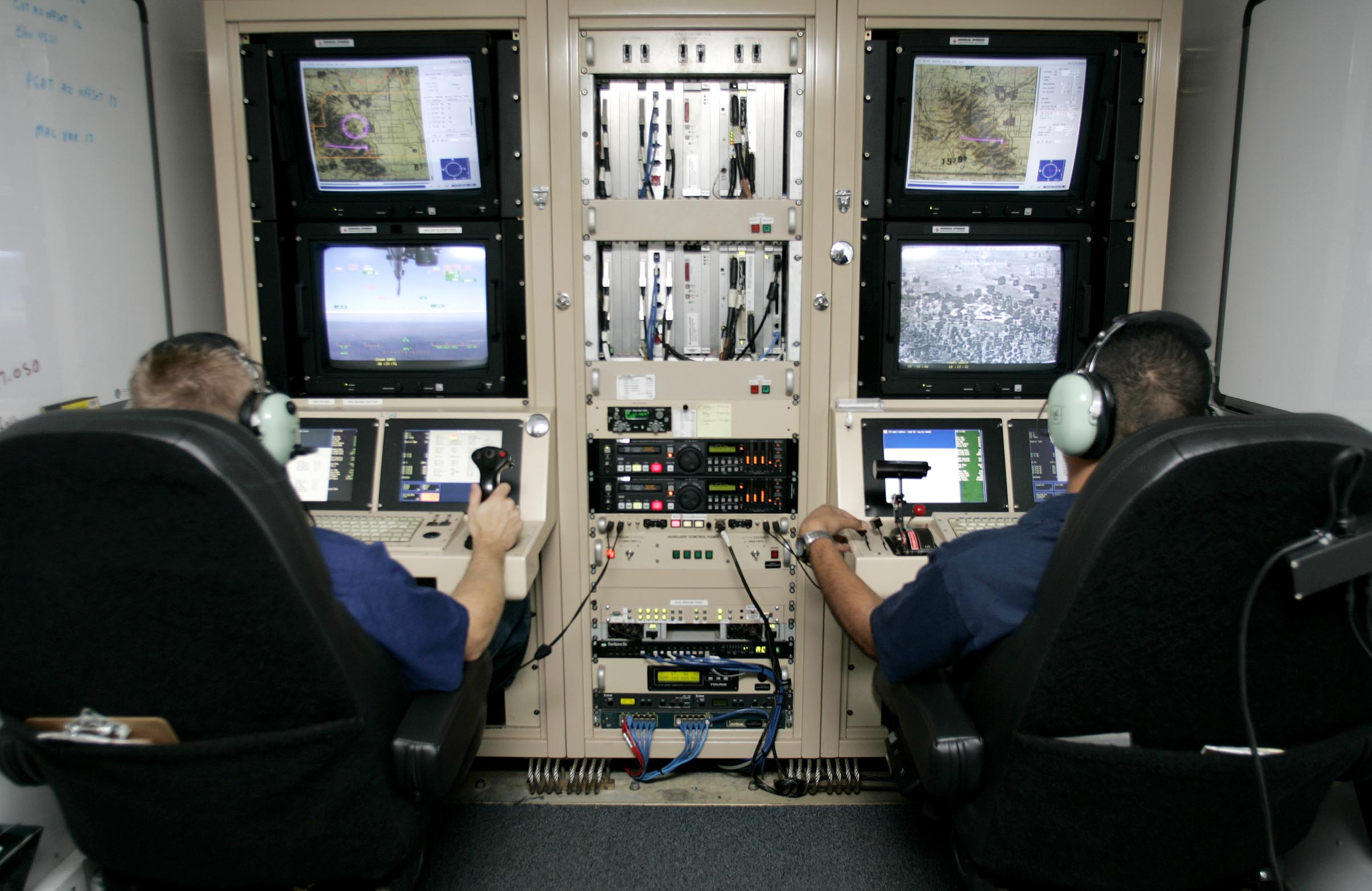
Операторы погранично-таможенной службы США за пультами управления БПЛА.

### Турция
Турция также имеет ряд БПЛА собственной разработки («Bayraktar TB2», «TAI Gözcü», TAI ANKA и другие), применённые в частности в войнах в Сирии, в Ливии и в Нагорном Карабахе.
В 2020 году полностью автономный беспилотный аппарат впервые атаковал людей. Это произошло во время гражданской войны в Ливии в стычке между силами правительства Ливии и силами Халифы Хафтара. Силы Хафтара были выслежены и атакованы турецкими беспилотниками Kargu-2, снаряжёнными боезарядами.

### Украина
Украина имеет широкий ряд БПЛА собственной разработки («Spectator», «UJ-22 Airborne», А1-СМ «Фурия», АСУ-1 «Валькирия», «Лелека-100» и другие), применённые в российско-украинской войне. В апреле 2024 года был представлен экспериментальный проект дрона-ракеты «Паляниця».
В 2022 году возник кластер оборонных технологий Brave1 для содействия быстрой разработке инновационных систем.
В 2024 году Украина стала первой страной в мире, создавшей новый отдельный род войск — Силы беспилотных систем Украины.

## Средства противодействия БПЛА

Использование дронов запрещено

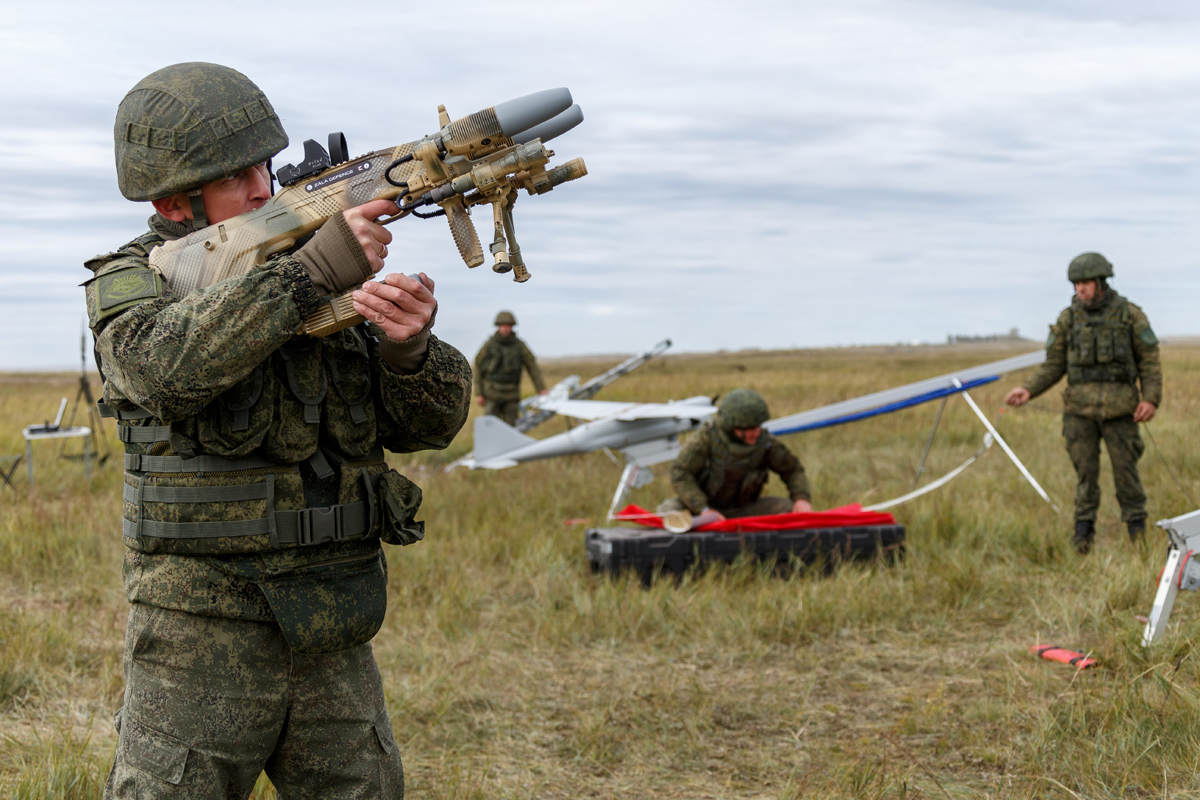
«REX-1» — портативное электронное ружьё, подавляющее каналы связи управления и навигации БПЛА (на частотах 433/868/900 МГц, 1,3/1,8/2,1/2,4/2,6/5,8 ГГц), на учениях «Восток-2018»

Ведётся разработка средств обнаружения и уничтожения БПЛА военного назначения; однако, все эти системы могут оказаться недостаточно эффективными, в частности из-за возможности массированного одновременного применения роя дронов, несопоставимой разницы в стоимости простых коммерческих и кустарных дронов и высокотехнологичных средств обнаружения и поражения.
Существуют системы по подавлению или уничтожению и беспилотных летательных аппаратов общегражданского назначения, в частности в целях защиты от шпионажа, террористических актов; несанкционированных аудио-, фото-, видеофиксации частных владений, стратегических и военных объектов; в целях безопасности полётов самолётов в аэропортах; пресечения провоза запрещённых веществ и наркотиков (через госграницы, в исправительные учреждения). Для борьбы с беспилотниками создаются и специальные подразделения вооружённых сил и полиции.
Разработаны специализированные средства, позволяющие сбивать их механически (таранящими ракетами, специально обученными охотничьими птицами, накидываемыми ловчими сетями с других дронов, специальными снарядами) или выводя из строя электронную начинку (большой мощности направленное СВЧ-излучение и лазеры), или блокируя нормальную работу радиоканалов управления и(или) спутниковой навигации (РЭБ), перехват управления).
Для борьбы с одними беспилотными летательными аппаратами в свою очередь могут использоваться и другие беспилотные летательные аппараты.
Для борьбы с микро- и мини-БЛА в последнее время широко применяются оружие несмертельного действия.